# Kosmopolite Art Tour 2012 à Louvain-la-Neuve
Le Kosmopolite Art Tour 2012 à Louvain-la-Neuve est un festival international d'art urbain (street art) et de graffiti qui s'est tenu du 30 juillet au 5 août 2012 à Louvain-la-Neuve, section de la ville belge d'Ottignies-Louvain-la-Neuve, en Brabant wallon.
Approuvé par l'UCL, financé par la Ville, le festival est co-organisé par le collectif de graffeurs bruxellois Farm Prod, avec le soutien logistique de la maison des jeunes de Louvain-la-Neuve « Chez Zelle ».
Il est suivi trois ans plus tard par le Kosmopolite Art Tour 2015 puis, en 2021-2023, par le festival Fresh Paint OLLN.

## Historique

### Origines
Le festival Kosmopolite est créé en 2002 en France et devient un événement de référence sur la scène graffiti internationale,. 
Fort de son succès à Bagnolet près de Paris depuis 2002, le festival international de graffiti Kosmopolite veut s'étendre à partir de 2009 au-delà de la région parisienne,,,,. 
En 2010, le collectif MAC crew de Paris s'associe aux collectifs de graffeurs « Farm Prod » (basé à Bruxelles en Belgique) et « Aerosol Bridge Club » (Amsterdam, Pays-Bas) pour créer le « Kosmopolite Art Tour » (KAT), un projet visant à provoquer des rencontres entre artistes français et étrangers et à promouvoir la richesse et la diversité du Street Art,,,.
Ce festival itinérant s'invite à Paris, Amsterdam et Bruxelles en 2010, puis élargit ses frontières en 2011 jusque Rio de Janeiro, São Paulo et Jakarta, pour ensuite débarquer en 2012 à Hong Kong, Johannesbourg, Amsterdam, Szczecin, Bruxelles et Louvain-la-Neuve,,,,,.
D'autres éditions ont ensuite lieu aux États-Unis, au Maroc (Casablanca), en Espagne, à Singapour et au Chili,,.

### Kosmopolite Art Tour 2012

#### Organisation

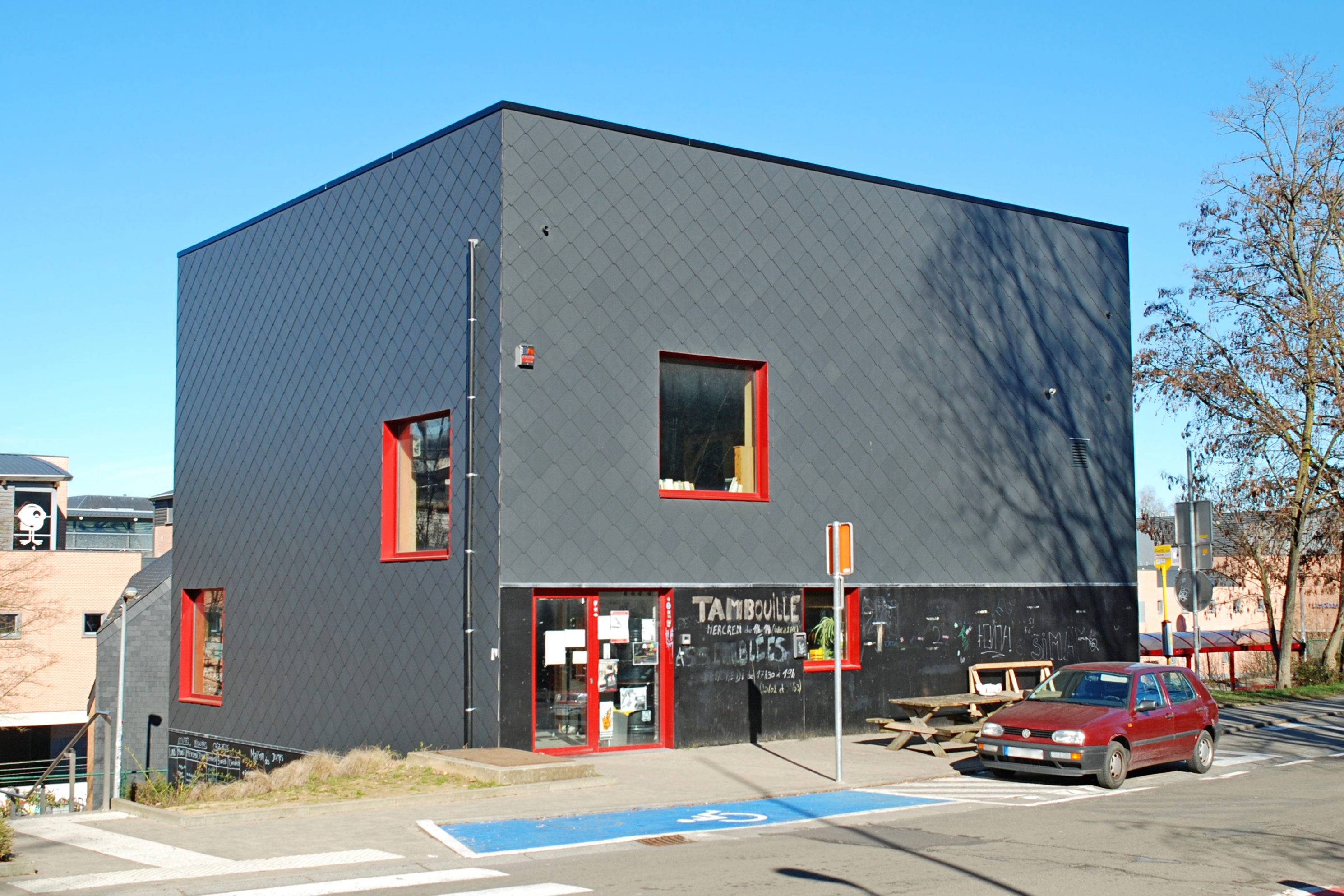
La maison des jeunes de Louvain-la-Neuve « Chez Zelle », associée au projet.

Après Bruxelles en 2010, c'est donc à Bruxelles et Louvain-la-Neuve que le Kosmopolite Art Tour (KAT) fait étape en Belgique en 2012,. 
La Ville d'Ottignies-Louvain-la-Neuve et l'Université catholique de Louvain sont associées au projet : la Ville investit 15 000 € dans le projet et l'UCL a un droit de regard sur les projets de manière que formes et couleurs s'accordent avec l'environnement.
Fred Lebbe, membre du collectif de graffeurs bruxellois Farm Prod (co-organisateur du festival), précise que tout se fait dans les règles, avec une autorisation en bonne et due forme, pour des murs bien précis uniquement et moyennant un accord avec la Ville : « On a fait des esquisses. On a fixé des gammes de couleurs qui traceraient une cohérence dans la fresque. Après, il y a certaines restrictions pour les artistes : ne pas peindre de choses violentes, de messages politiques ni sexuels ».
Fred Lebbe étant également animateur de la maison des jeunes de Louvain-la-Neuve « Chez Zelle »,, cette dernière est associée au projet. Avant le festival, ses membres passent une semaine à préparer les murs, pendant le festival ils assurent l'intendance (logement dans des locaux mis à disposition par l'UCL, nourriture, matériel, animations…) et, à l'issue du festival, ils protègent les œuvres avec un vernis anti-graffiti.

#### Artistes invités

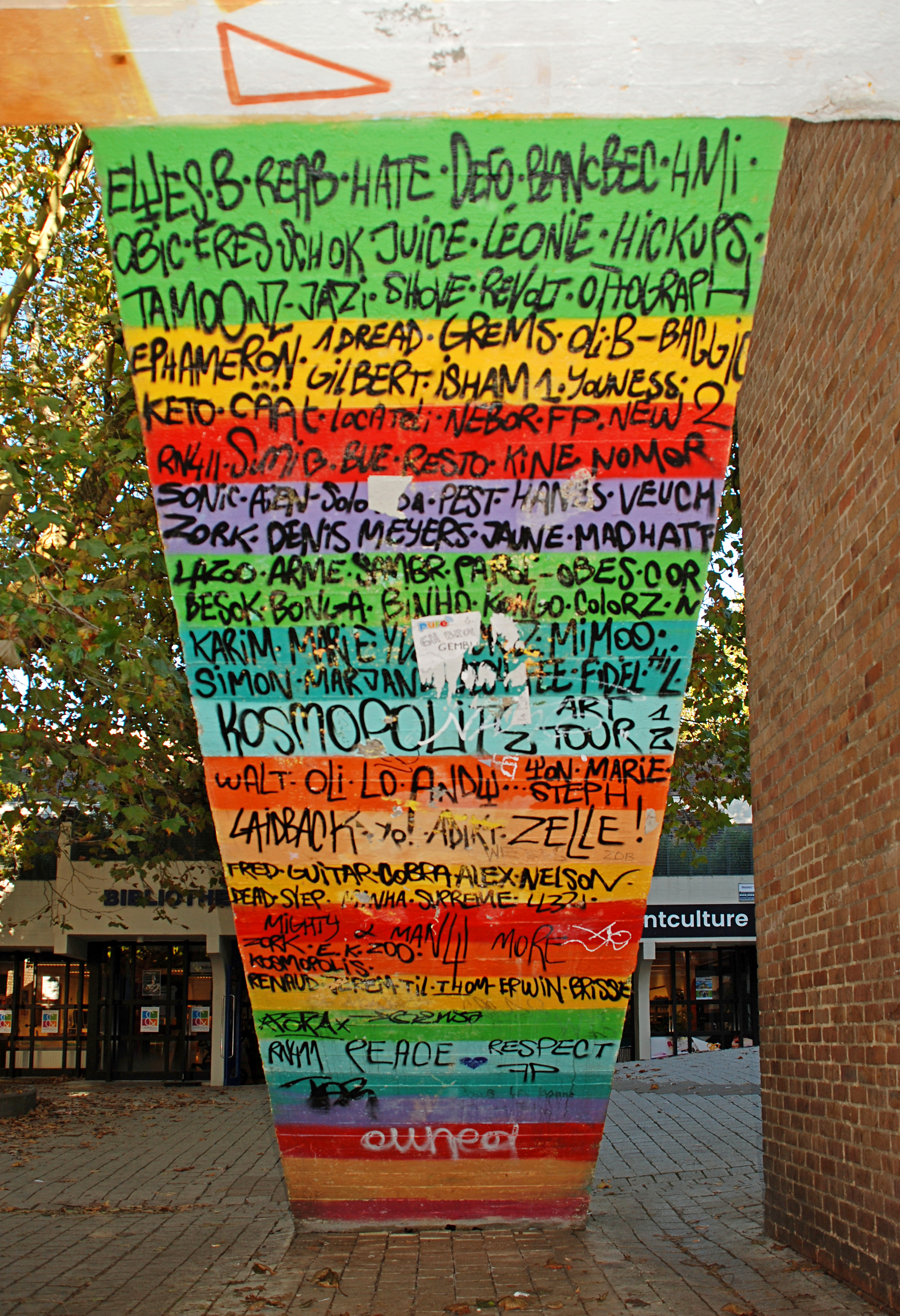
Escalier sous la passerelle des Wallons.

Quelque soixante artistes de rue venus de France, du Brésil, des Pays-Bas, d'Australie, d'Allemagne, du Mexique… ainsi qu'une vingtaine d'artistes belges participent au festival de graffiti « Kosmopolite Art Tour » à Louvain-la-Neuve, du 30 juillet au 5 août 2012,,. 
Le festival accueille des artistes renommés, venus du monde entier pour l'occasion : parmi eux Sonic, pionnier du graffiti à New York, les français Lazoo et Kongo du MAC crew, Colorz ainsi que Grems, rappeur et graffeur parisien, Binho (Brésil), Besok (Pays-Bas), New2 (Australie), Rookie (Allemagne), Slep (Mexique), Ottograph (Pays-Bas) et Obic (République Tchèque),,,,,.
Les artistes belges sont également au rendez-vous avec la présence de Denis Meyers, Defo, Oli-B, Délit 2 Fuite, Parole, Aïen, Solo et Bue,,,,.
On retrouve les noms de dizaines de graffeurs qui ont participé au Kosmopolite Art Tour 2012 sur la face inférieure de l'escalier en béton qui mène à la passerelle qui surmonte la rue des Wallons. Parmi ces noms, on reconnait ceux du graffeur français Grems, de CÄät, Keto, Bonga, Besok et Alex qui ont décoré la place des Wallons, de Denis Meyers et Zork qui ont décoré la cage d'escalier de la ruelle Saint-Éloi, de RN411, Walt et Lo, auteurs de fresques sur la passerelle de la rue des Wallons, du collectif de graffeurs bruxellois Farm Prod (co-organisateur du festival), de « Chez Zelle », la maison des jeunes de Louvain-la-Neuve associée au projet, ainsi que de Laid Back, l'agence de communication de l'événement.

#### Lieux concernés
Les graffeurs du Kosmopolite Art Tour 2012 réalisent des fresques géantes sur sept murs de la cité universitaire : à la gare, au boulevard de Wallonie, à la rue des Wallons, à la place des Wallons, au parking du Sablon, à l'Agora, à la ruelle Saint-Éloi et dans l'Anneau Central,,,,,.
Plus de 4 000 m2 de murs prennent des couleurs durant le festival et la ville change de peau : on ne peut plus aller à LLN sans passer devant d'immenses fresques peintes par des artistes du monde entier.
Lors de l'édition 2015, des fresques de l'édition 2012 seront recouvertes par de nouvelle créations, notamment celles des quais de la gare et la moitié de celles du parking du Sablon.

#### Logo
Le logo du festival Kosmopolite est un cube découpé en forme de K, dont l'angle gauche présente une coulée de peinture.
Ce logo est représenté sur plusieurs fresques du Kosmopolite Art Tour 2012, comme sur la passerelle de la rue des Wallons et sur le parking du Sablon où on le retrouve deux fois à quelques mètres de distance : porté par un ourson sur la fresque de Zumi et peint sur un petit drapeau tenu par les doigts griffus du personnage « Narvaland ». 
Ce logo sera repris sur certaines fresques du Kosmopolite Art Tour 2015 à Louvain-la-Neuve comme, par exemple, au Théâtre Jean Vilar (Damien-Paul Gal) ou sous les escaliers de la gare (Brisk).

Le logo du festival Kosmopolite
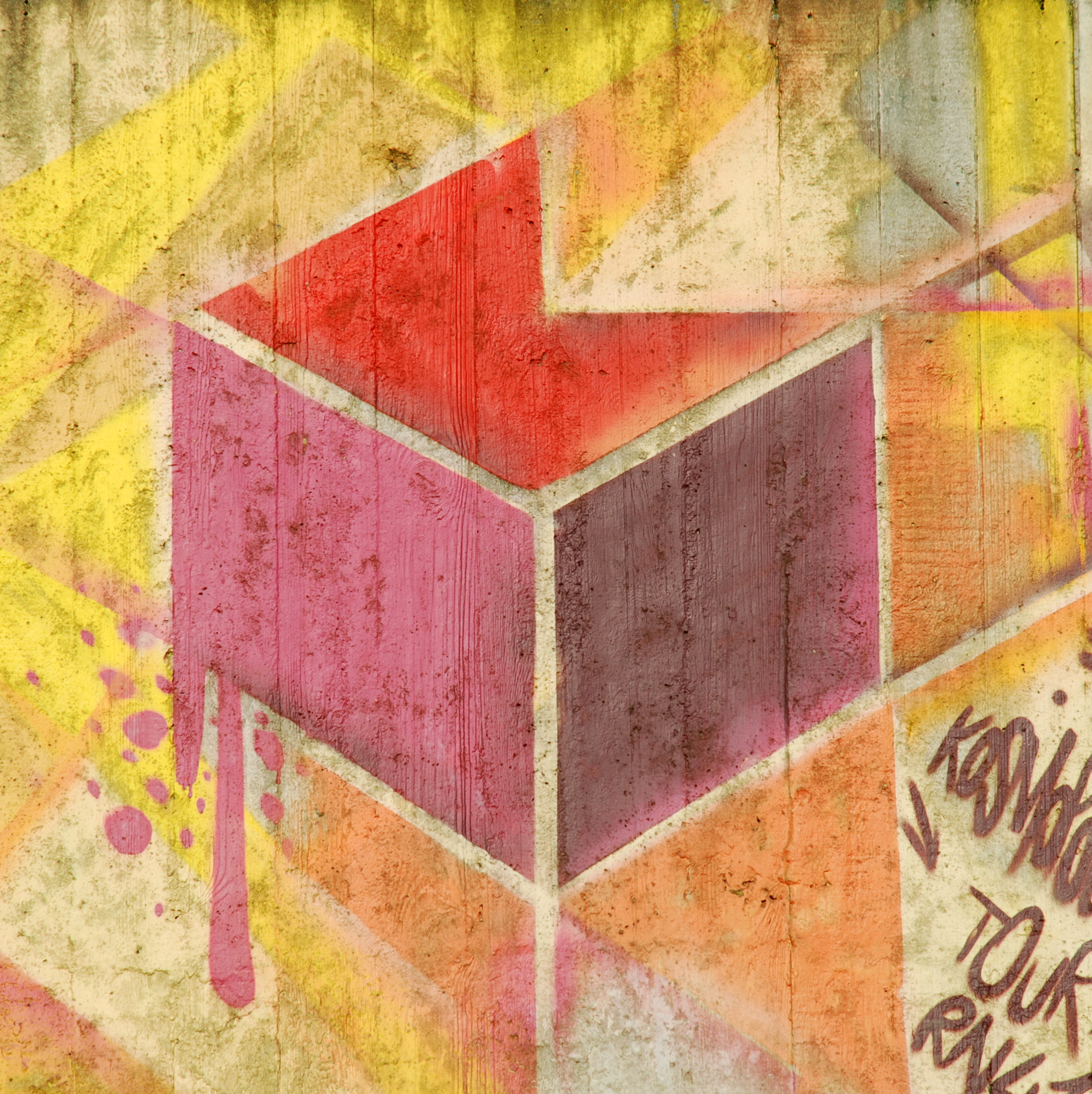
Passerelle de la rue des Wallons.
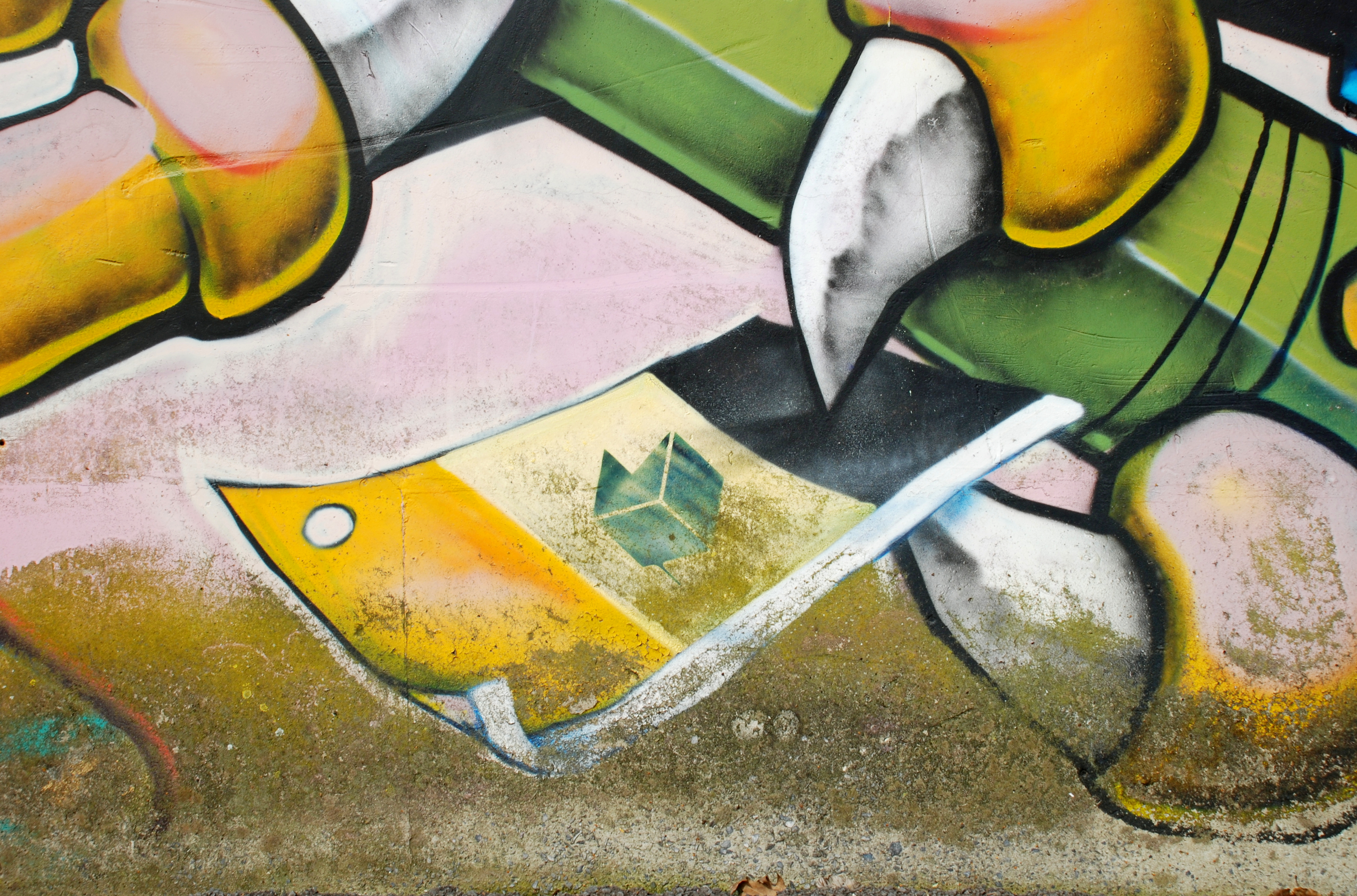
Parking du Sablon : « Narvaland ».
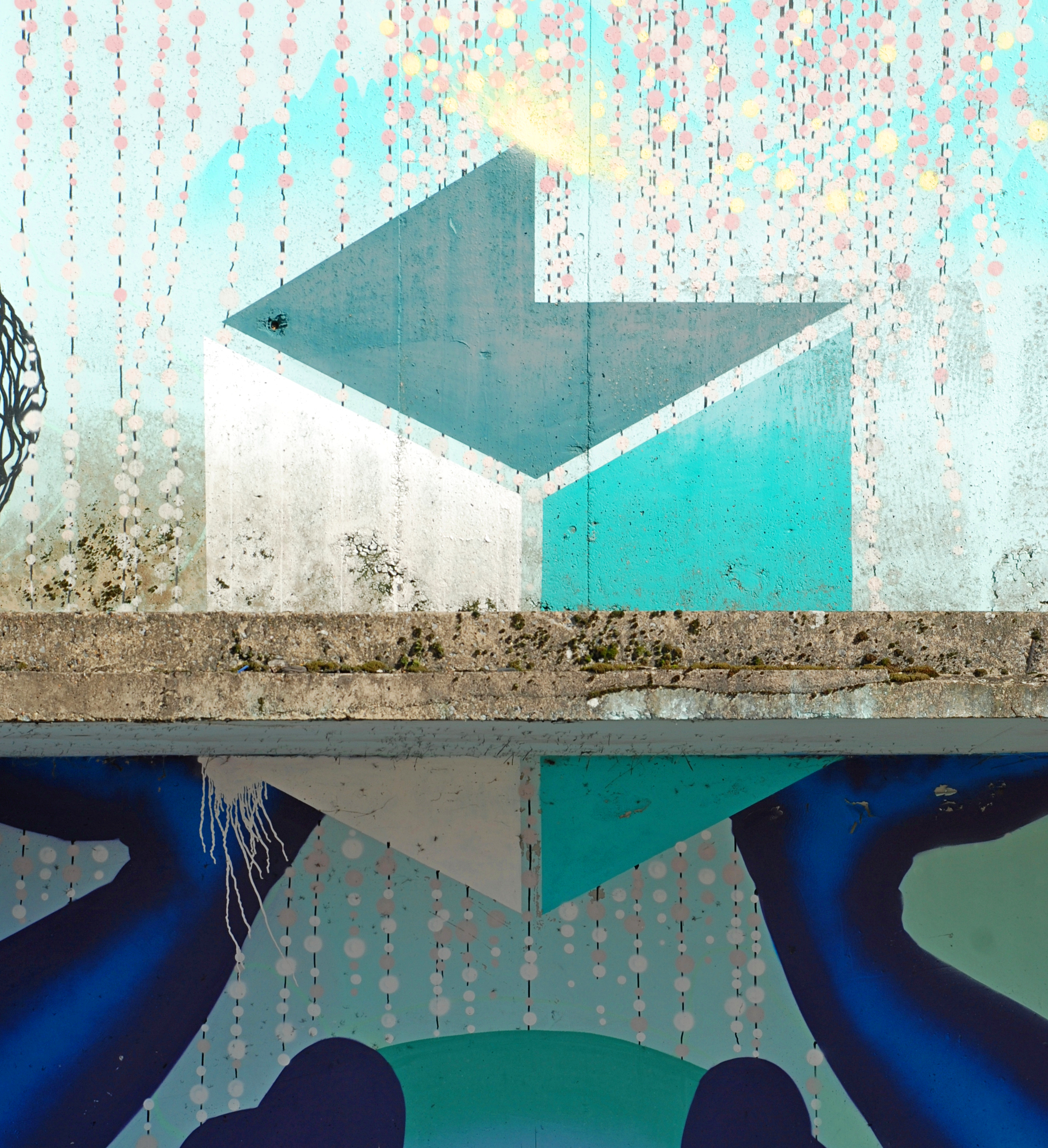
Parking du Sablon : Zumi.

## Réalisations

### Passerelle de la rue des Wallons
La rue des Wallons part de la place Galilée et descend vers la place des Wallons et vers la gare en passant sous une passerelle en « béton brut » couverte de peintures murales hautes en couleur.

#### Côté place Galilée
Les fresques situées du côté de la place Galilée, peintes dans des tons orangés, ne sont pas sans évoquer les formes géométriques du futurisme et en particulier les formes triangulaires de certaines œuvres du peintre belge Jules Schmalzigaug.
Ces fresques représentent des visages, l'un de face et l'autre de profil, construits à coups de triangles et de faisceaux de couleur.
Elles arborent le cube découpé en forme de K, logo du festival Kosmopolite, et sont signées par RN411 et FP, le collectif de graffeurs bruxellois Farm Prod :

FP

Kosmopolite Art Tour 2012

RN411

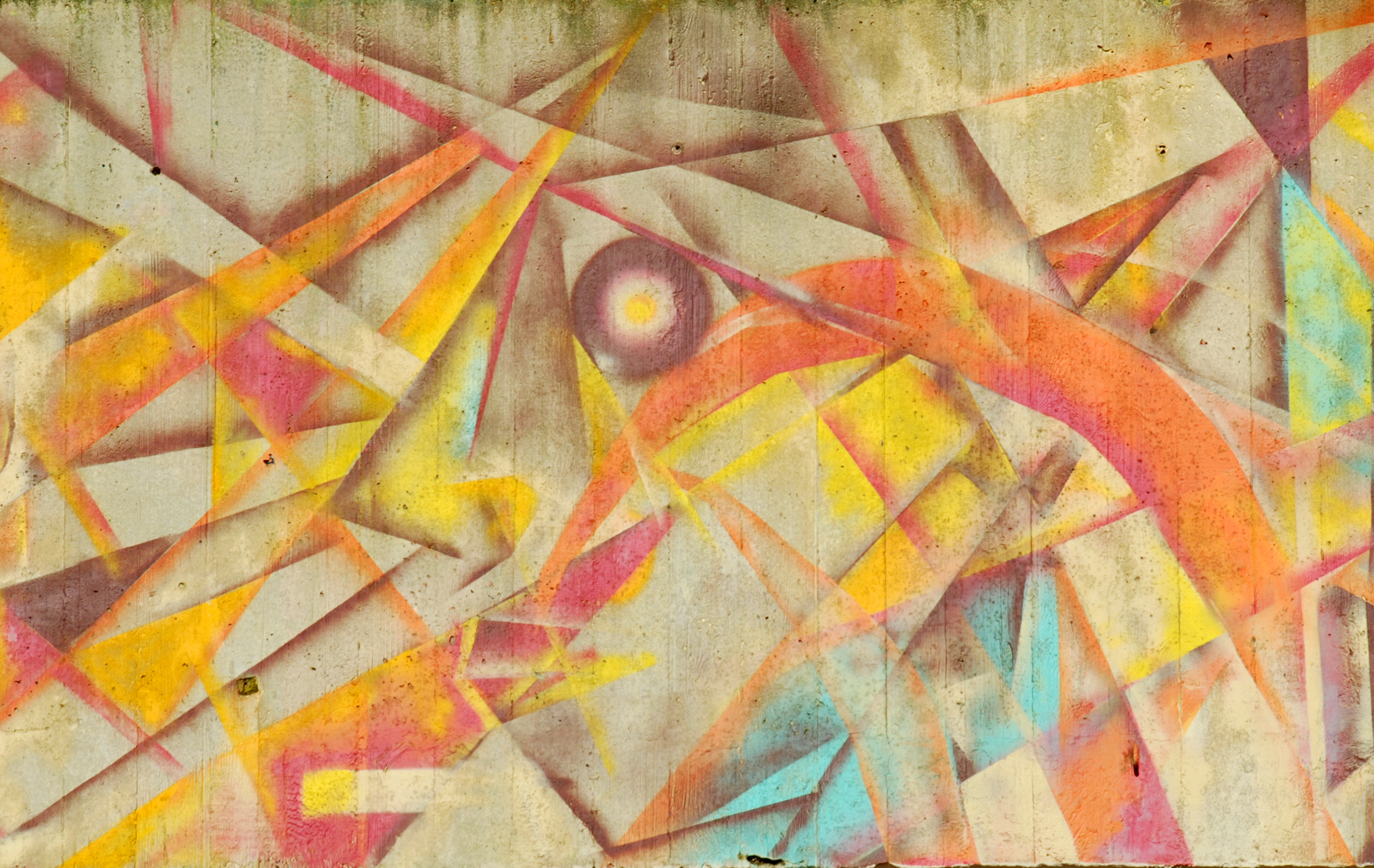
Visage stylisé.
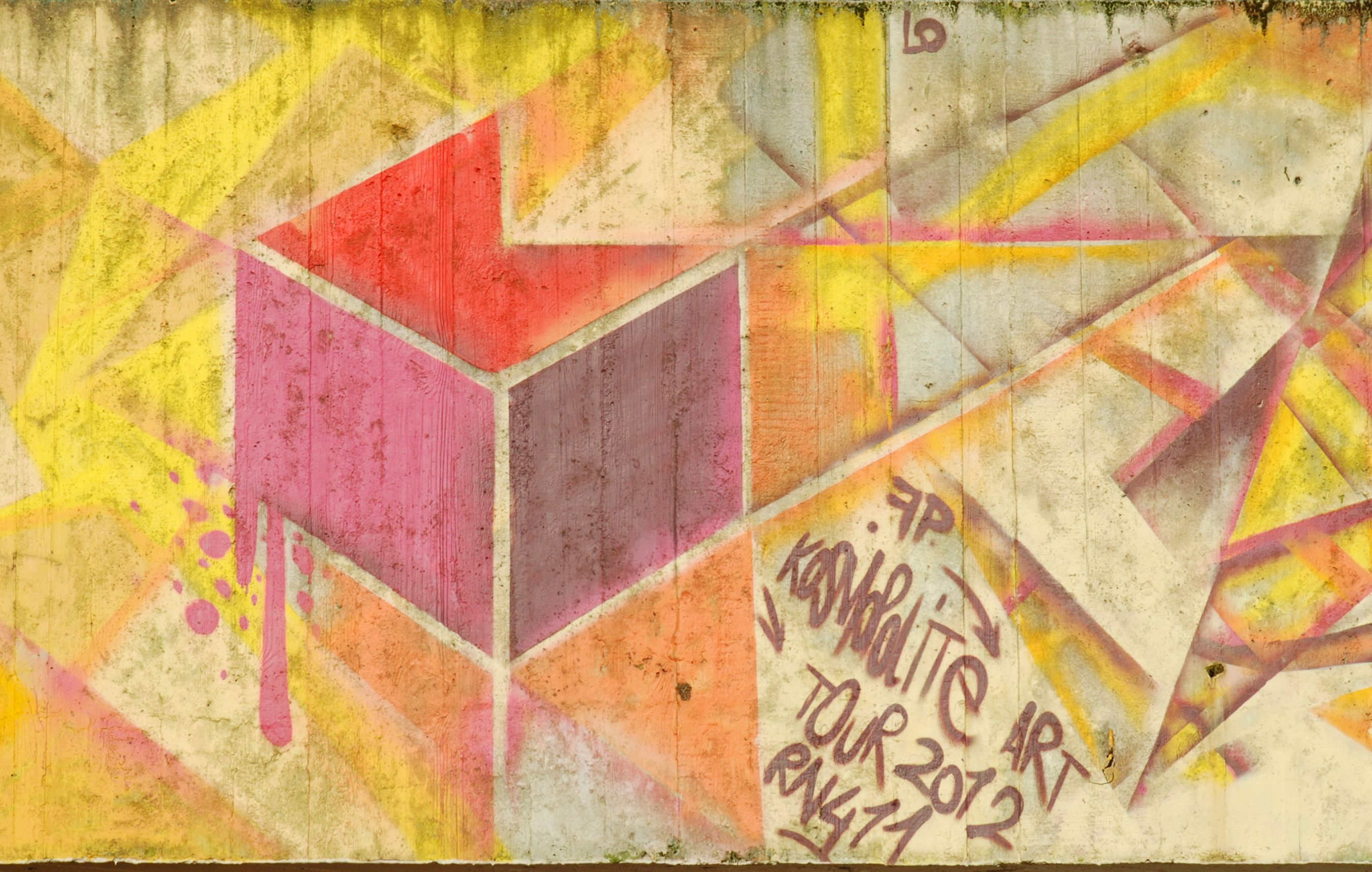
Cube découpé en forme de K, logo du festival Kosmopolite et signatures de Farm Prod et RN411.
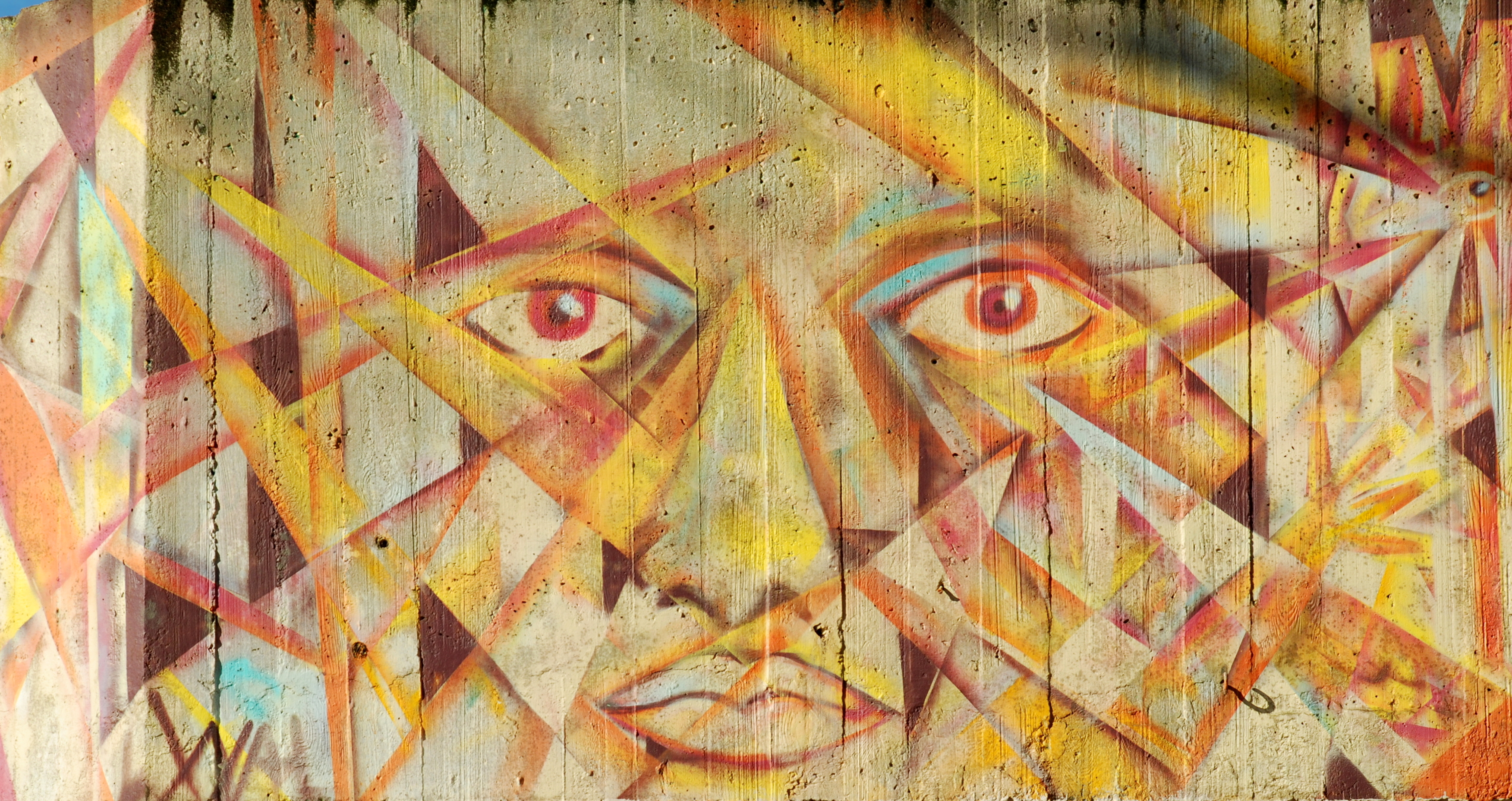
Visage stylisé.

#### Côté rue des Wallons
Les fresques qui décorent la passerelle du côté de la rue des Wallons sont réalisées dans un style très différent, faites de motifs variés des tons à dominante verte et bleue et d'arabesques roses, jaunes et vertes.
Cachés dans les motifs et dans les arabesques, on trouve la signature des graffeurs Walt, Lo et Barna, les mentions « Kosmopolite Tour 12 » et « KAT » ainsi que le millésime « 12 ».  
Et c'est en passant sous la passerelle depuis la rue des Wallons que l'on aperçoit l'escalier décrit plus haut, sous lequel sont peintes la mention « Kosmopolite Art Tour 12 » et les signatures de dizaines de graffeurs.

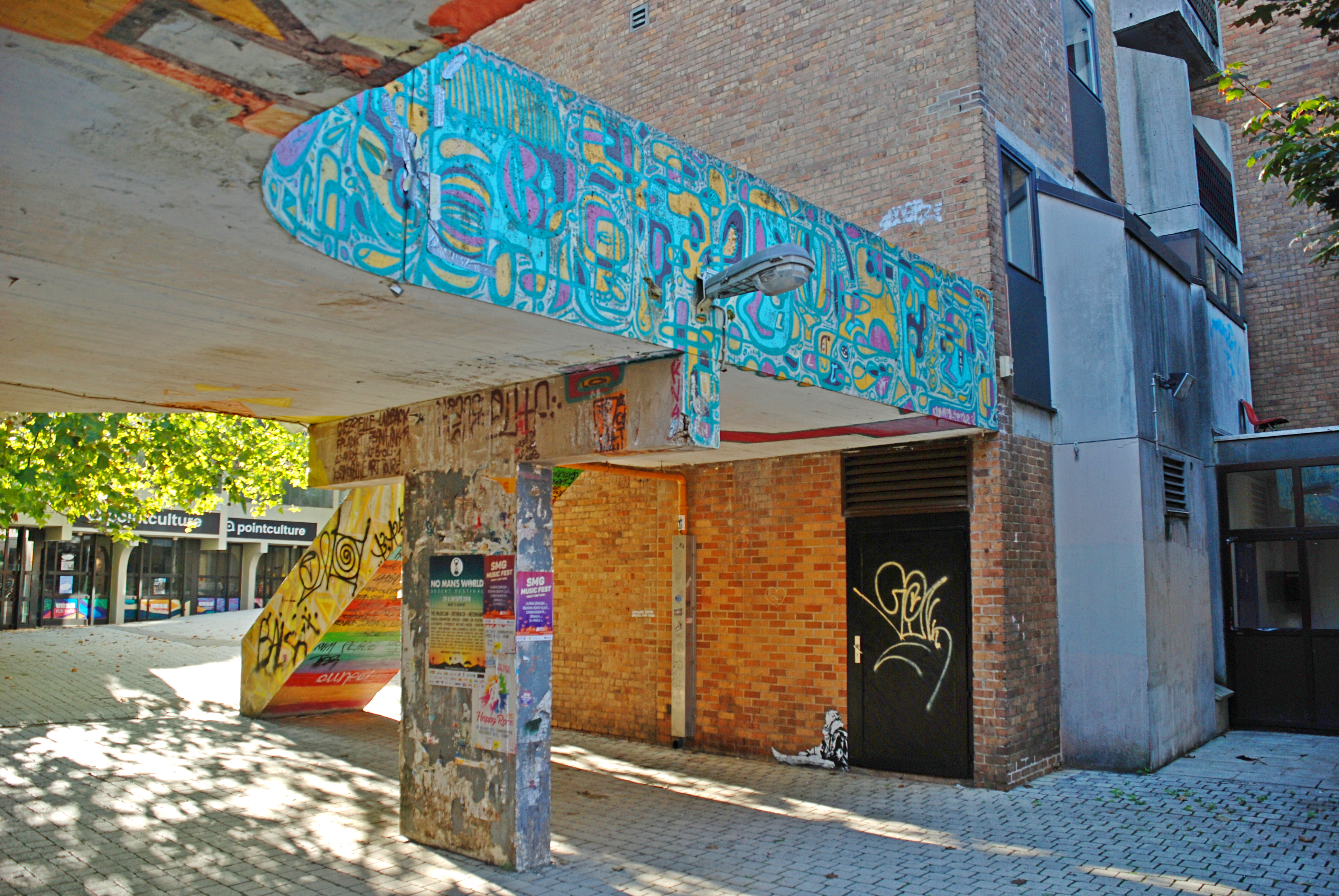
Passerelle en « béton brut » ornée de peintures murales du « Kosmopolite Art Tour 12 ».
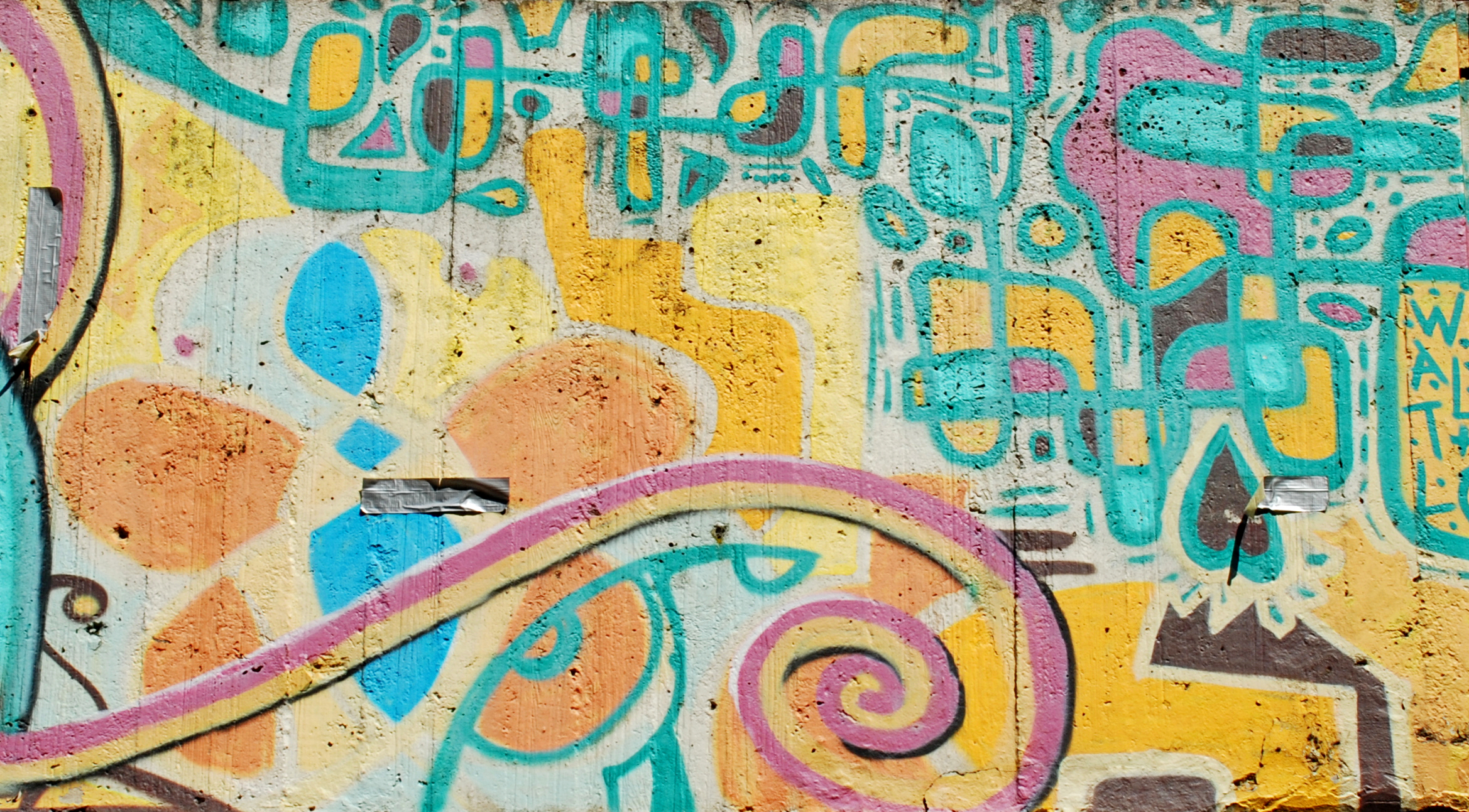
Peinture murale sur le « béton brut » de la passerelle.
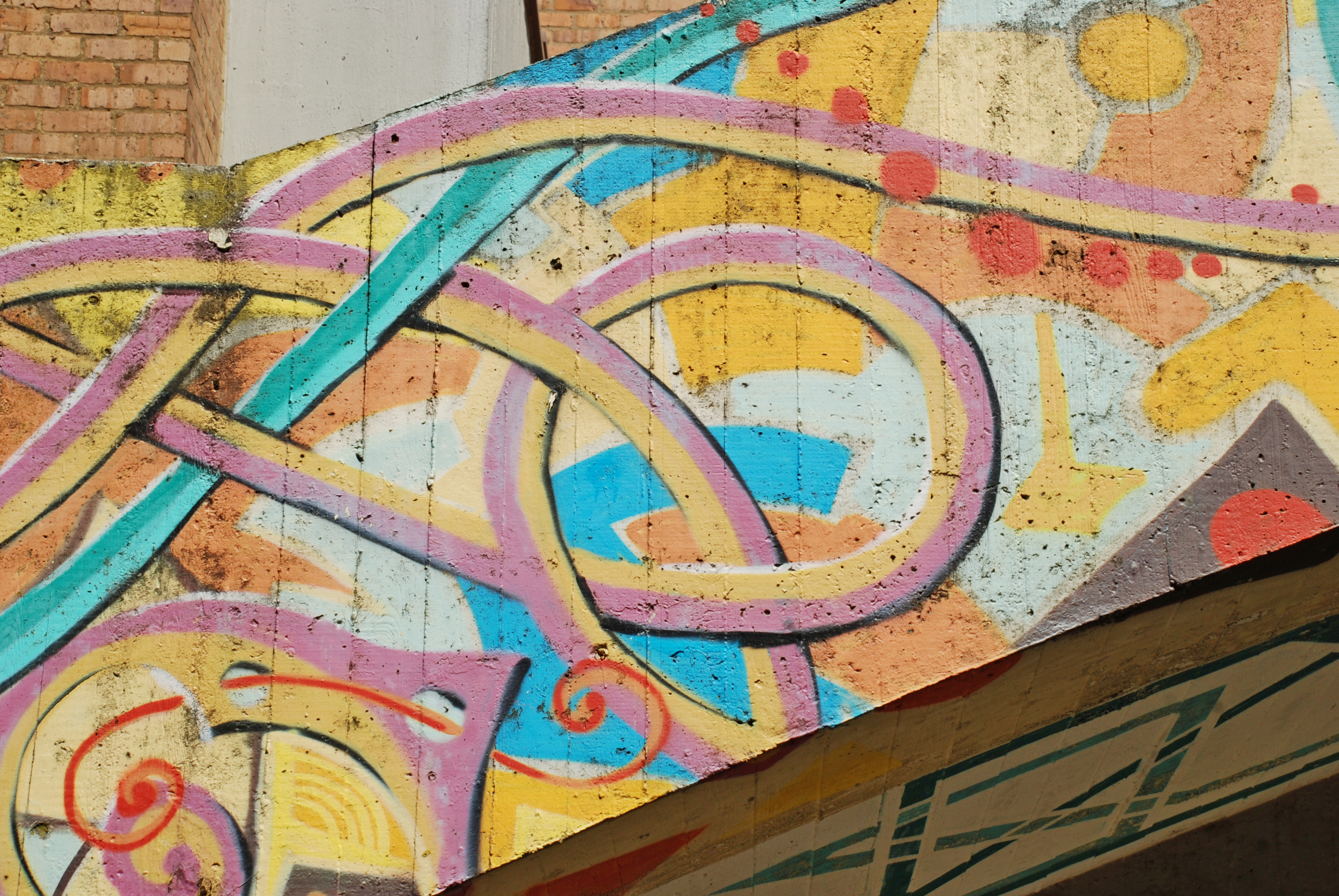
Arabesques.

### Place des Wallons

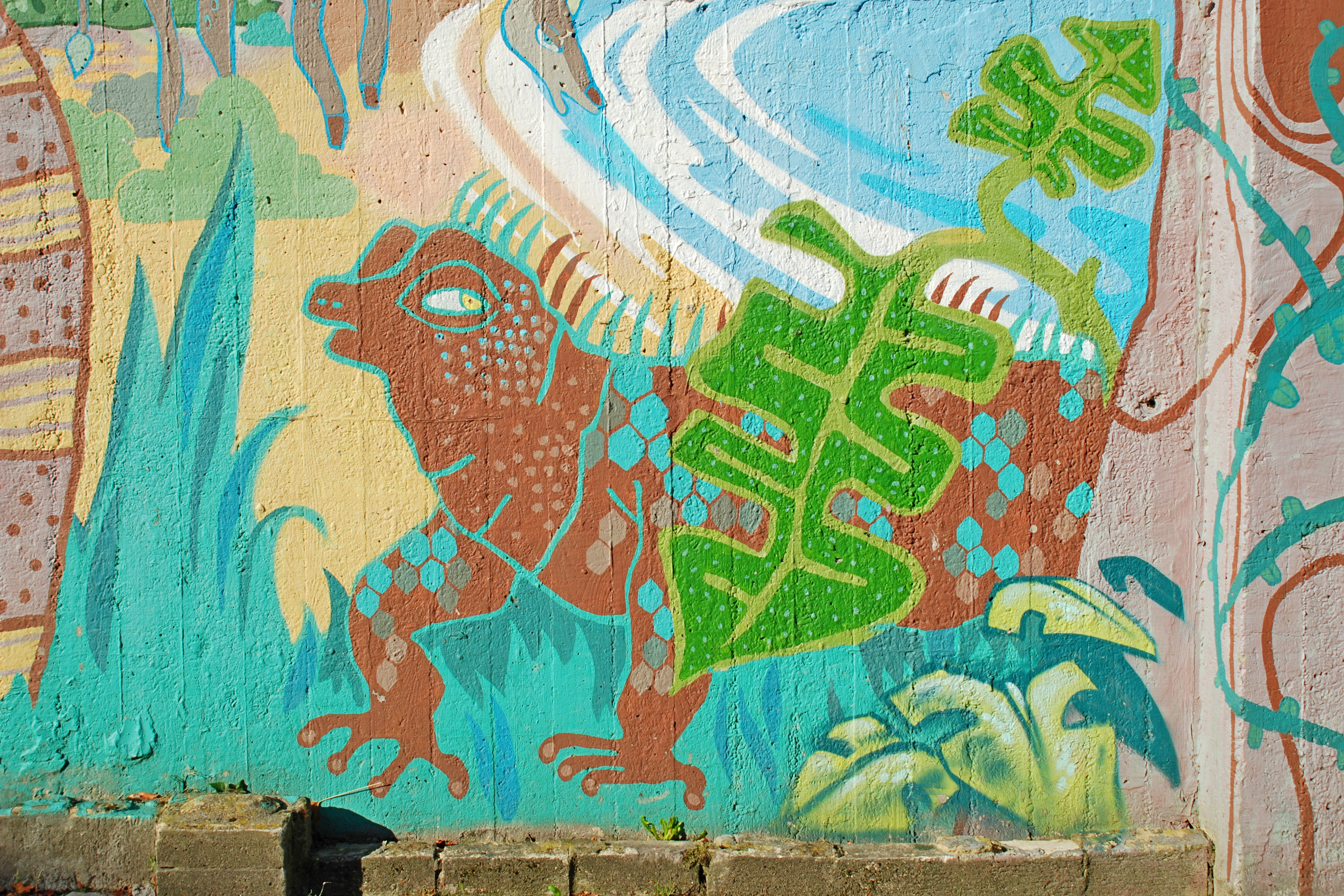
Iguane.

#### Côté sud-est du mur de la place des Wallons
À la place des Wallons, on a opté pour un thème « faune-flore ». L'immeuble qui occupe le côté sud de la place des Wallons possède une galerie de circulation au niveau du premier étage sous laquelle court une longue fresque aux motifs animaux et végétaux hauts en couleur, réalisée par CÄät, Keto, Bonga, Besok et Alex,, dont on voit la signature au sommet d'un des pans de mur en « béton brut ». CÄät est le pseudonyme de la bruxelloise Catherine Fradier, diplômée des Beaux-Arts, graffeuse et illustratrice de presse pour Victoire, Le Moustique et des magazines jeunesse, qui « alterne peinture au pinceau, à la bombe, illustration, BD, etc… ».
Sur le pan de mur situé à gauche de la cage d'escalier, on distingue, de gauche à droite, un singe avec un casque audio sur les oreilles, un petit singe perché dans un arbre, une girafe se désaltérant au bord d'un lac, un iguane, un poisson, un lémurien, un toucan et un papillon.
La rénovation de la place des Wallons menée par l'Atelier d'architecture de Genval en 2019-2020 a masqué partiellement ces peintures murales par des plantations.

Côté sud-est du mur de la place des Wallons
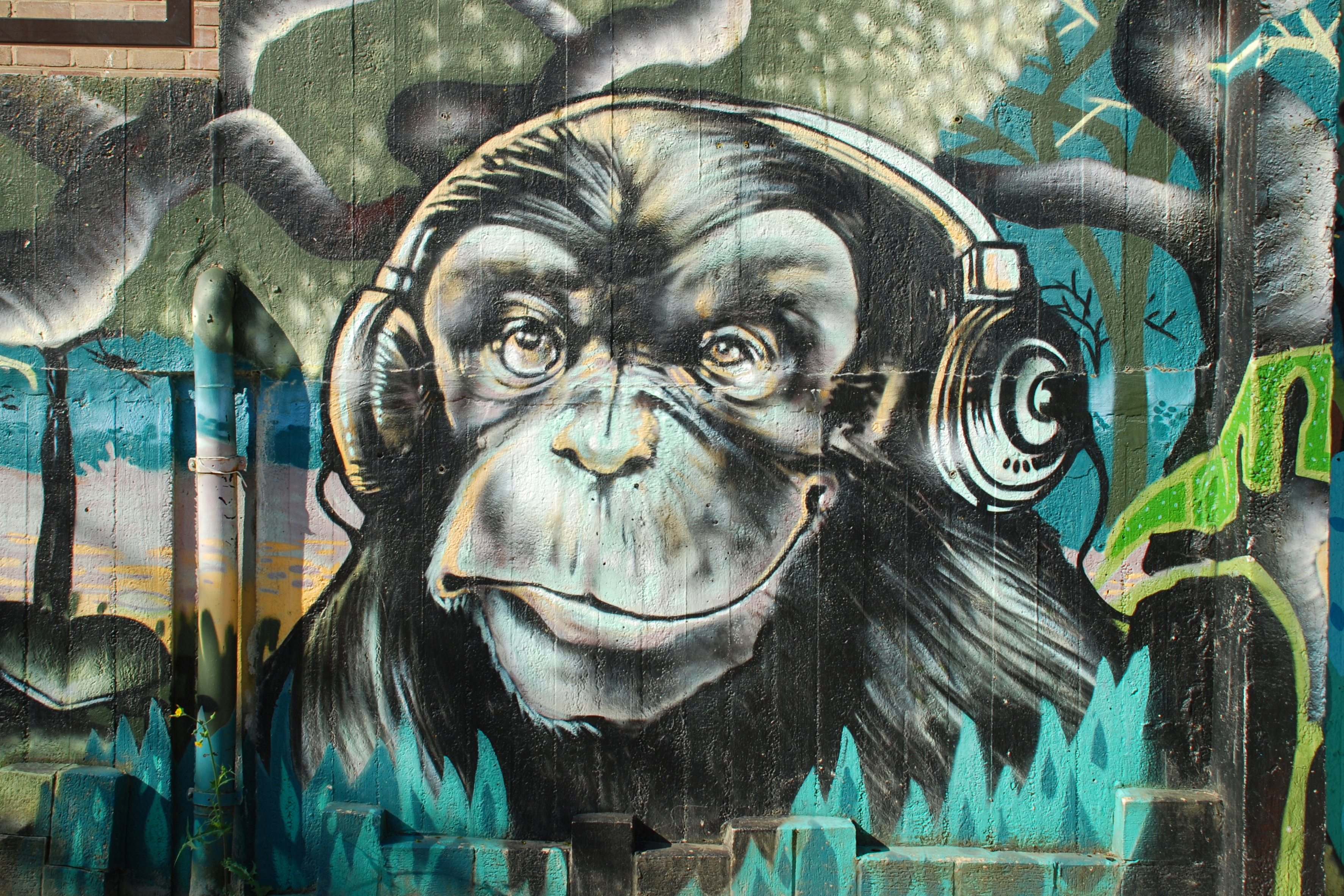
Chimpanzé.
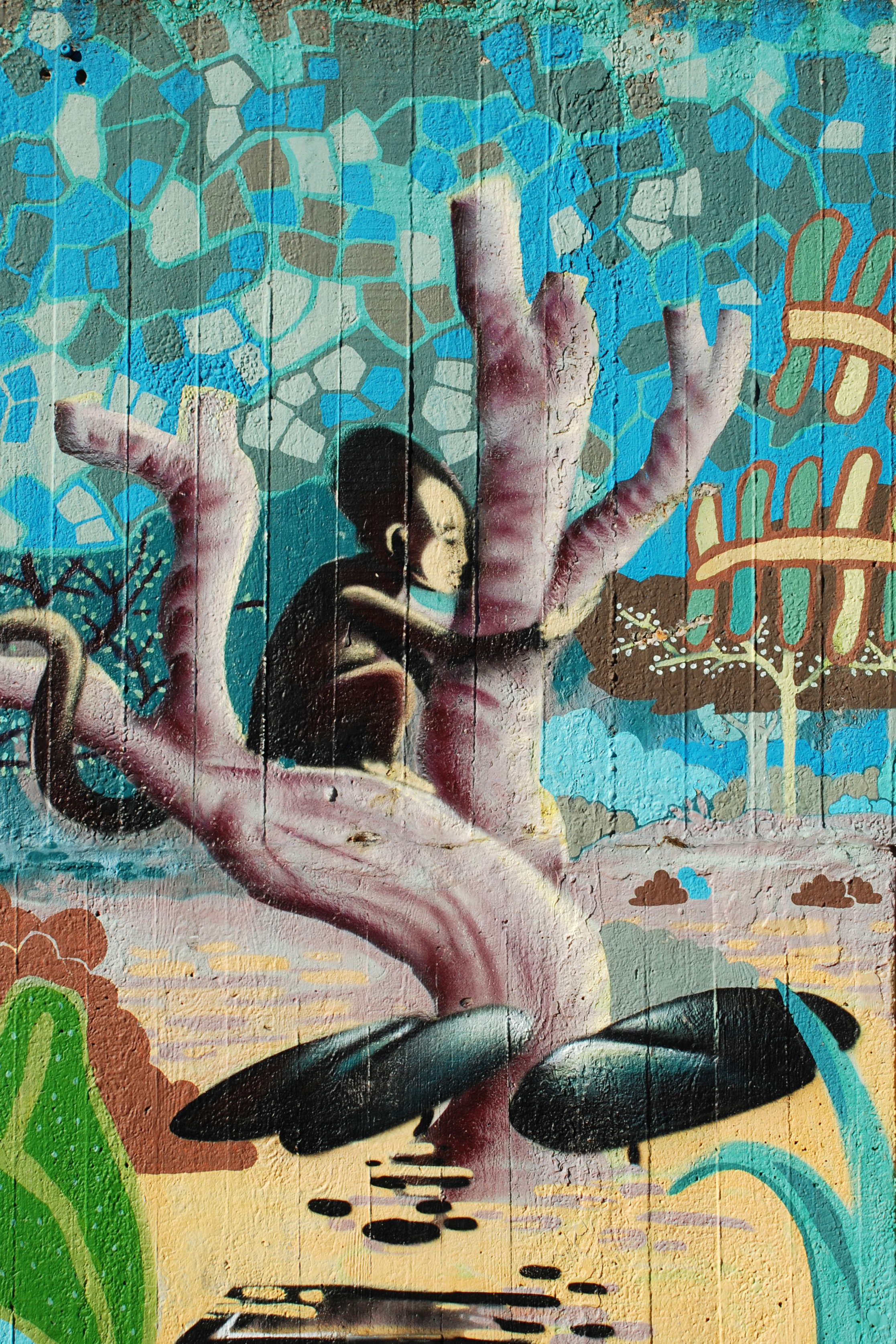
Singe.
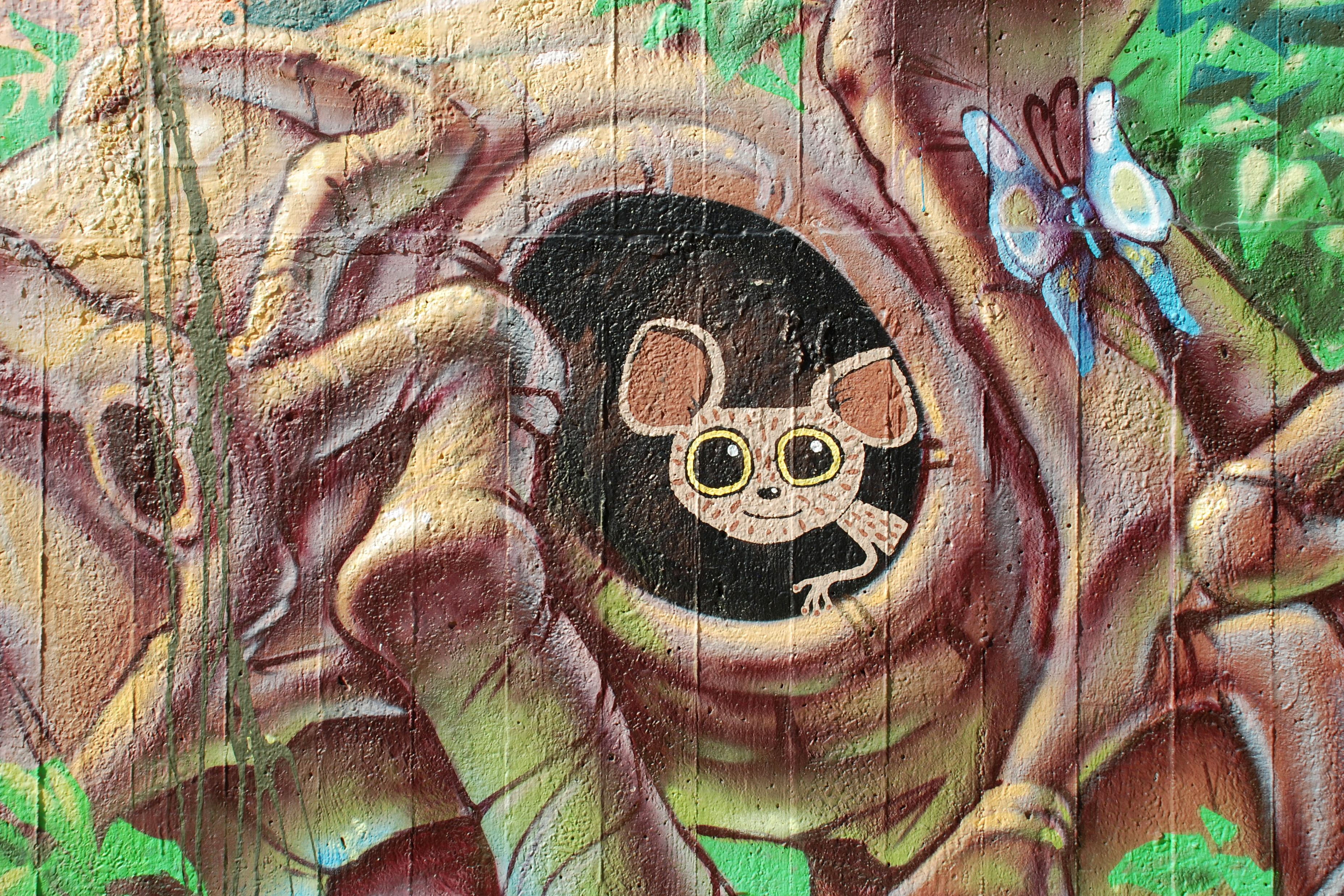
Lémurien.

#### Cage d'escaliers extérieure de la place des Wallons

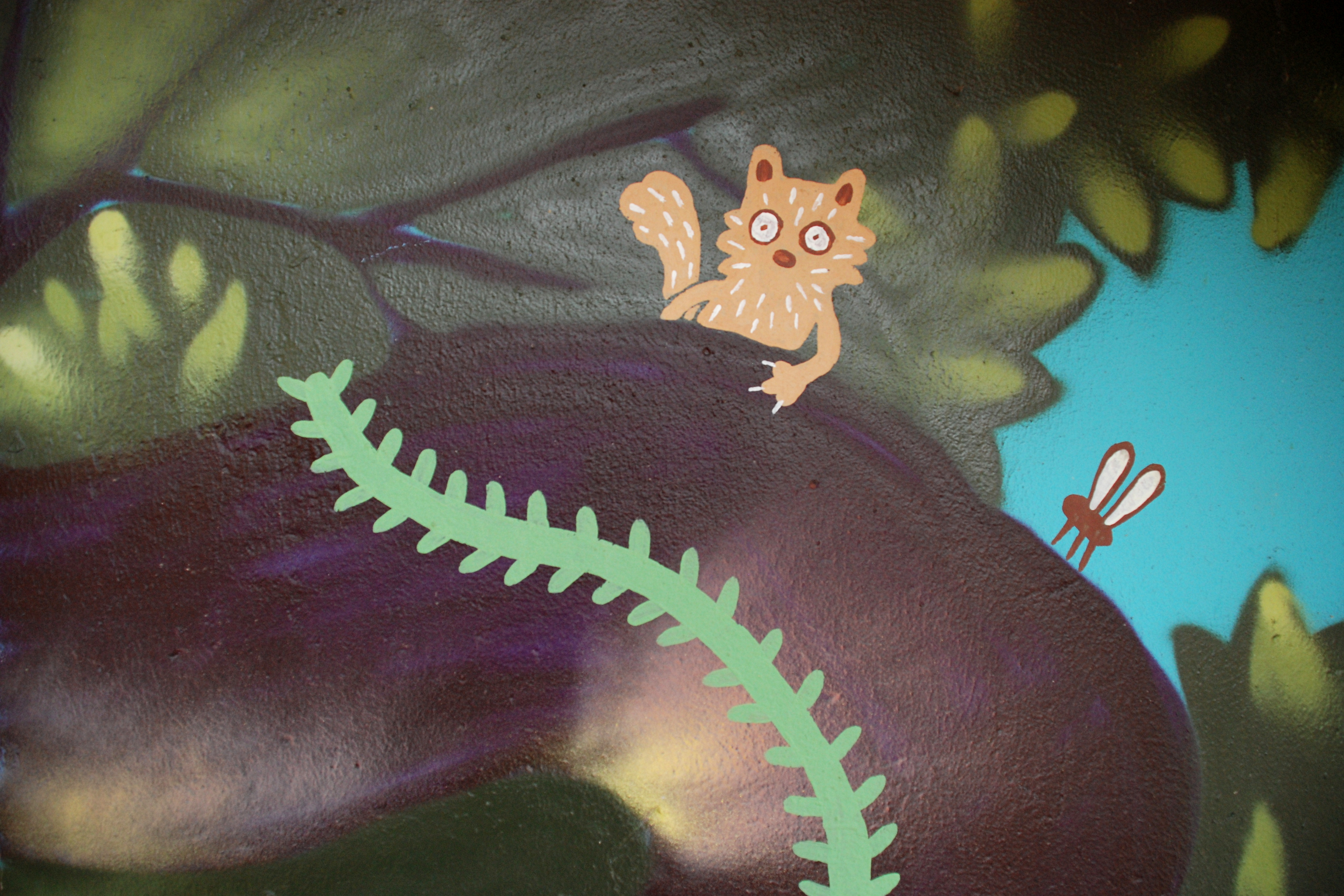

La grande cage d'escaliers extérieures en béton, qui se dresse sur le bloc d'immeubles situé au sud de la place, est ornée sur son pan de mur central de motifs végétaux typiques des forêts tropicales habitées de lézards, de gekkos, de mouches et de petites créatures, tandis que ses limons en béton sont couverts d'un entrelacs menaçant de branches épineuses. Ces détails sont entre autres l'œuvre de la graffeuse bruxelloise CÄät mentionnée ci-dessus.
La rénovation de la place des Wallons menée par l'Atelier d'architecture de Genval en 2019-2020 prévoyait de sabler les fresques de cette grande cage d'escalier extérieure,,,, mais elles ont été épargnées.

Cage d'escalier extérieure
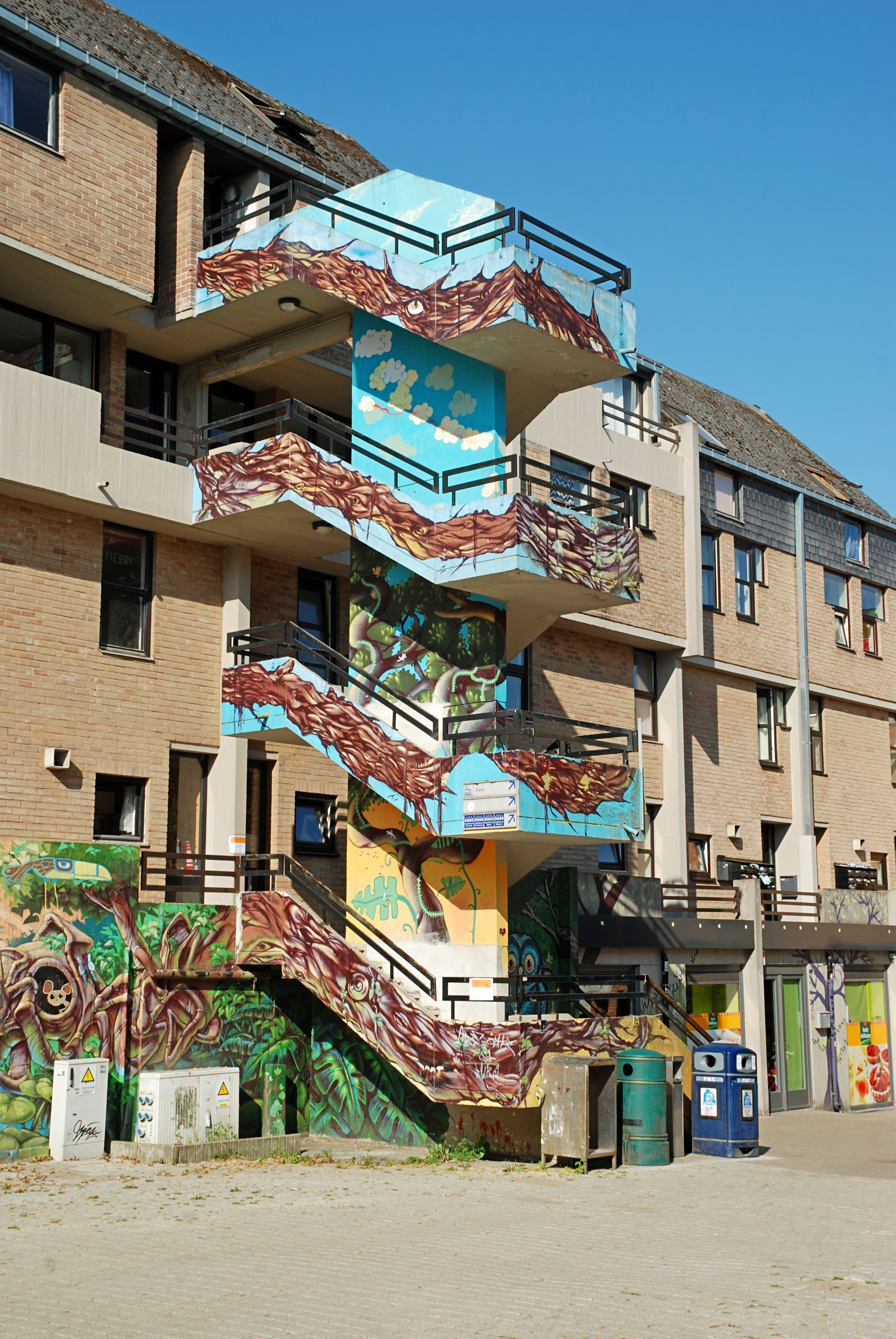
Cage d'escalier.
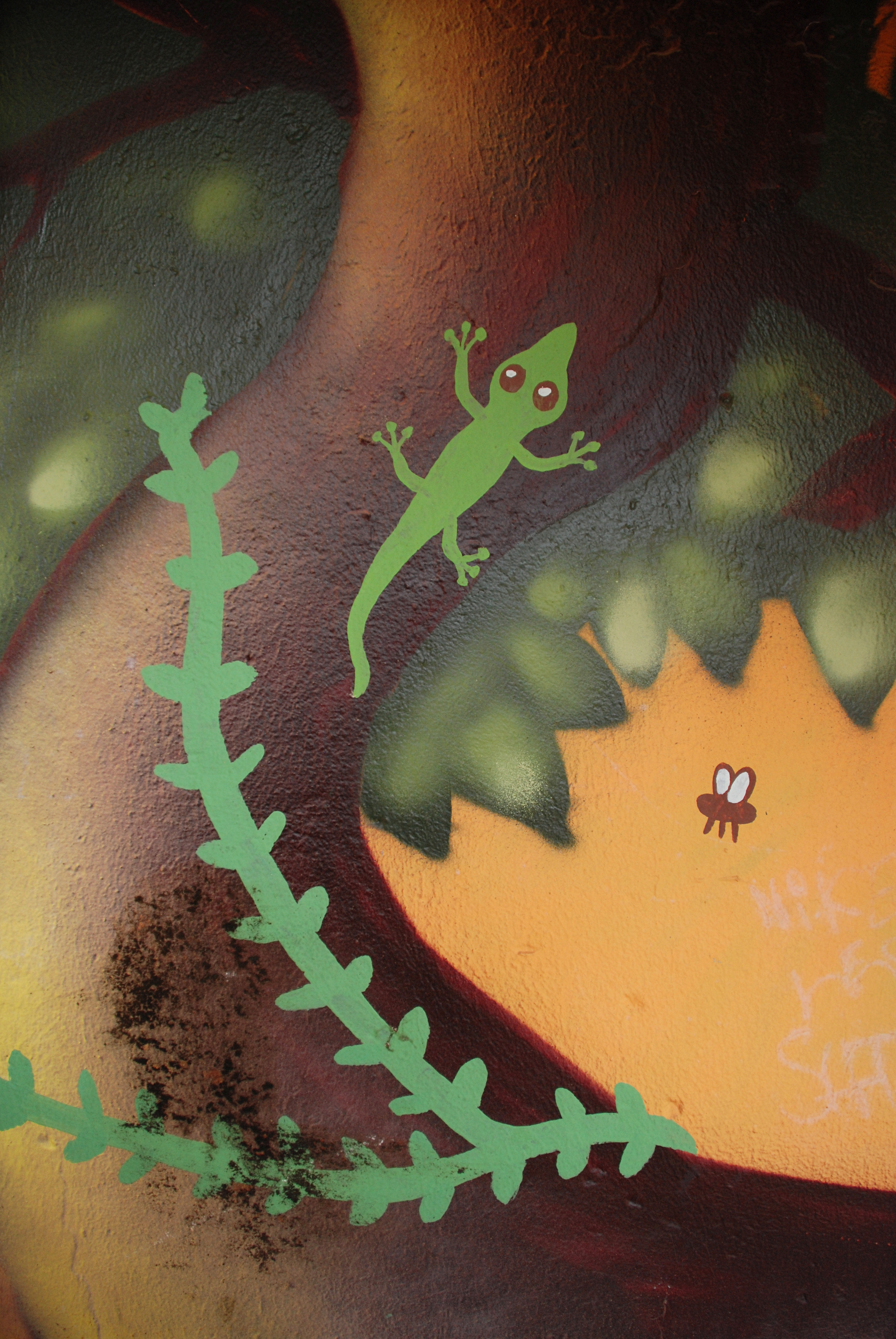
Lézard et mouche.
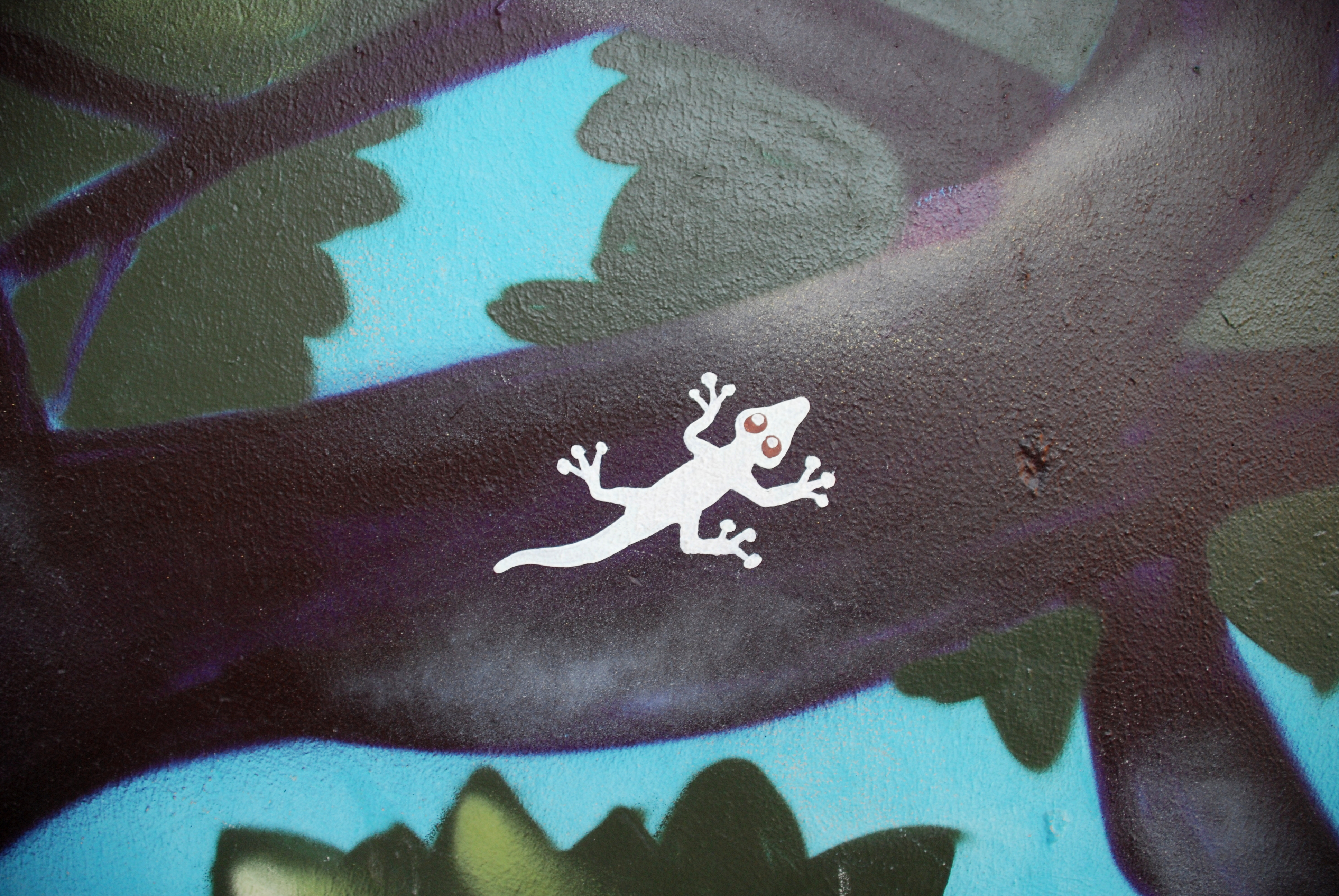
Gekko.

#### Côté sud-ouest du mur de la place des Wallons
La fresque continue de l'autre côté de la cage d'escalier avec un grand portrait de jeune femme noire et un hibou aux yeux écarquillés. 
Sous la cage d'escalier, une poutre en bois plantée dans le sol est ornée de grenouilles, mais elle disparaît lors de la rénovation de la place.

Côté sud-ouest du mur de la place des Wallons
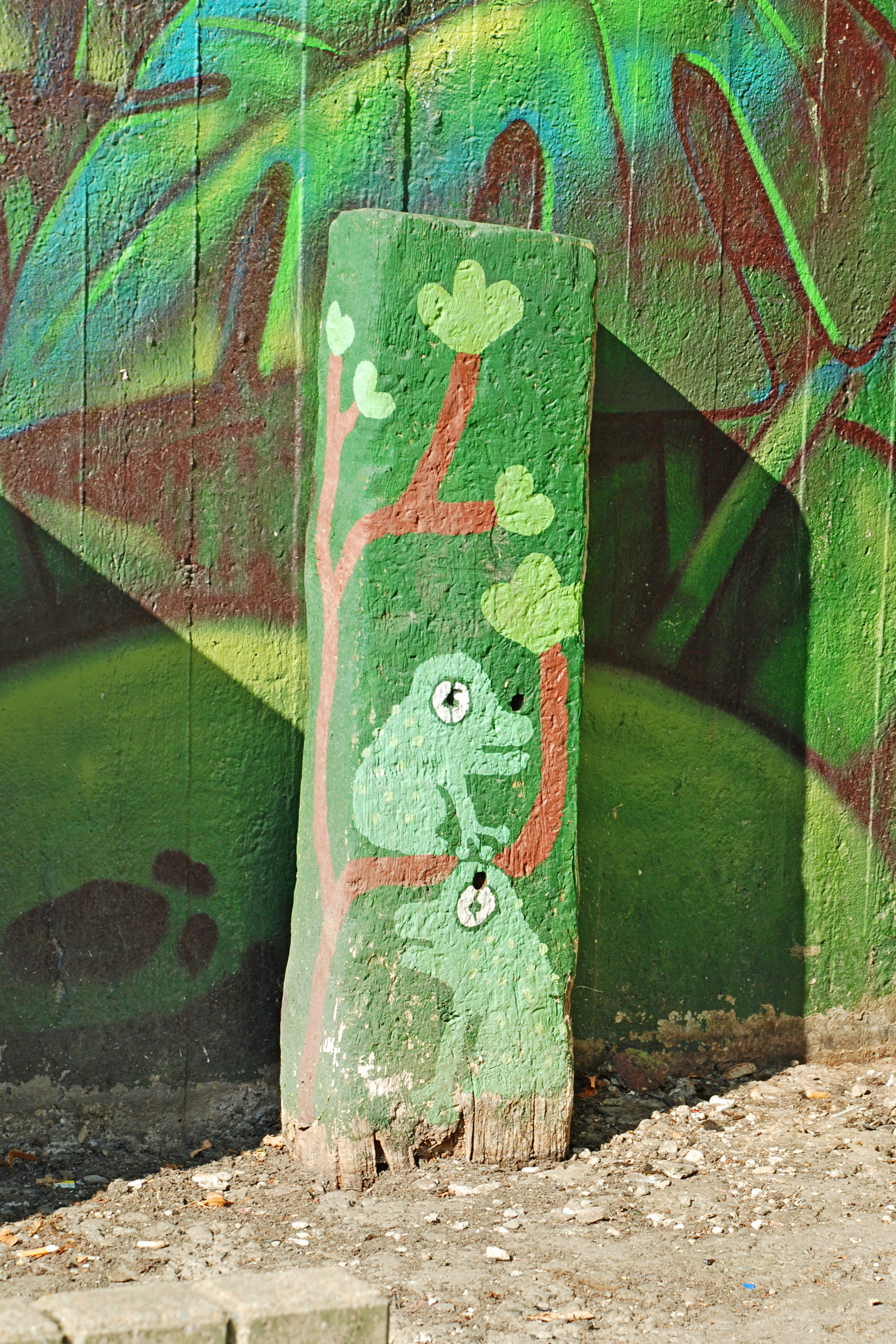
Grenouilles.
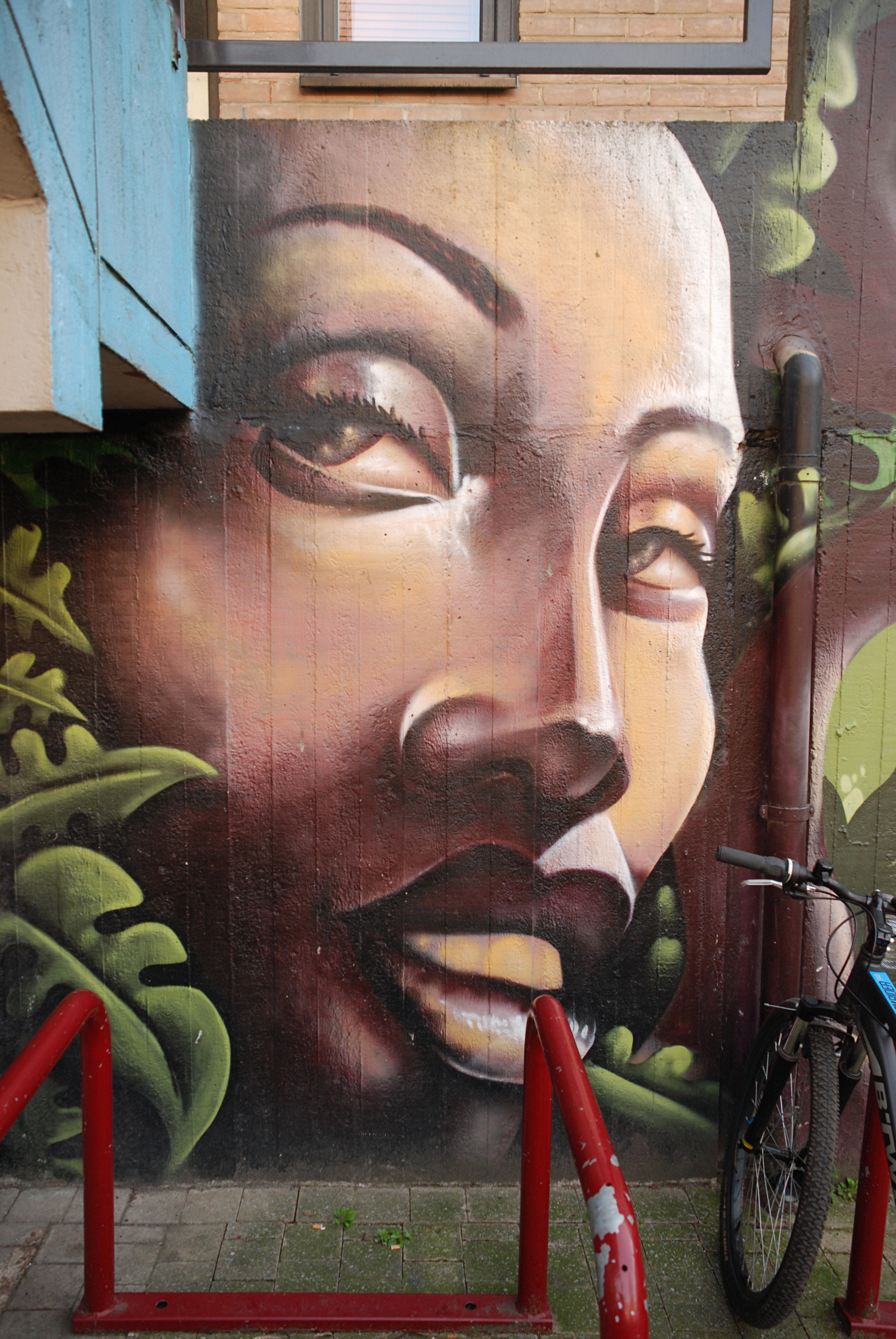
Portrait de jeune femme.
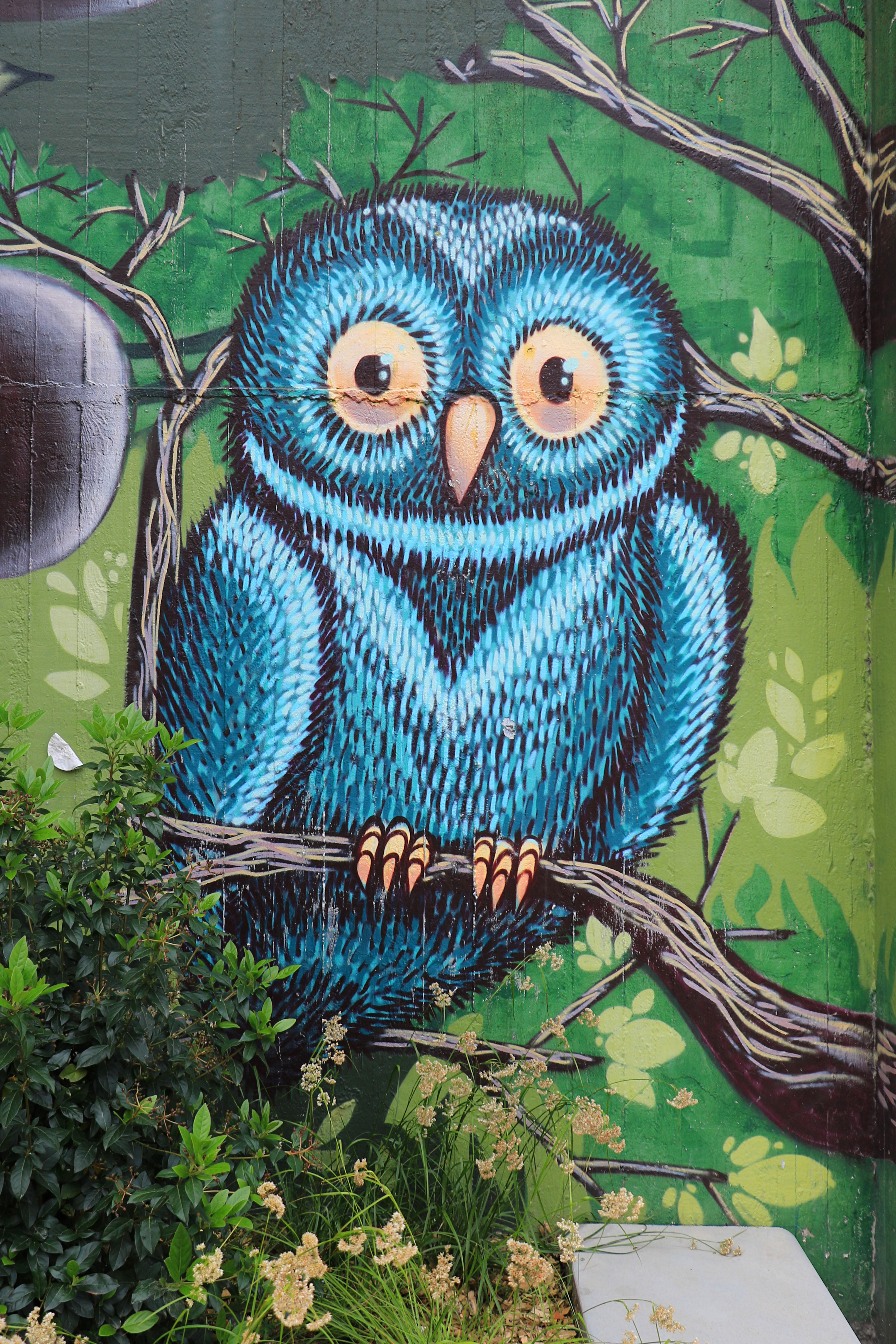
Hibou.
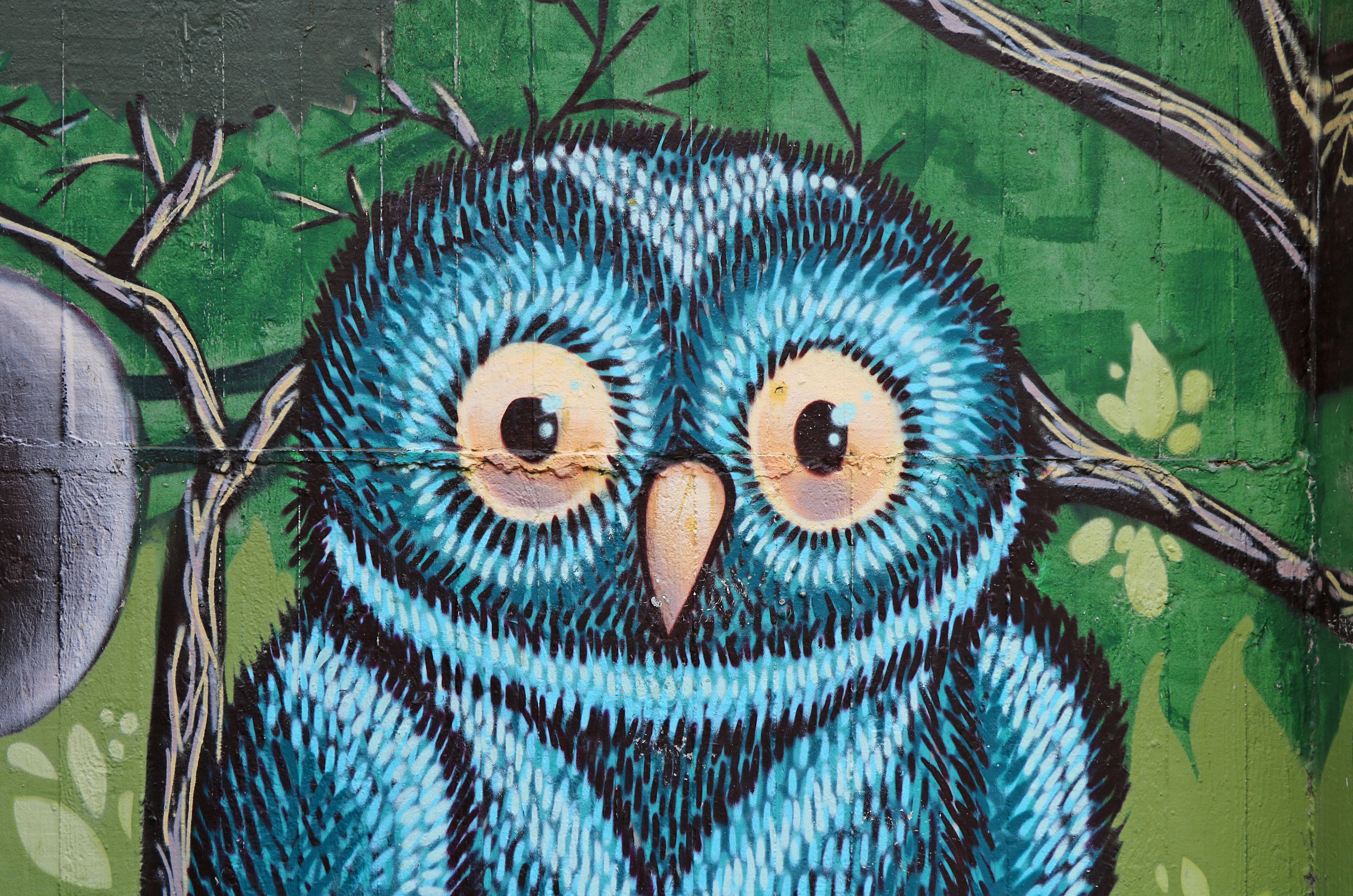
Tête de hibou.

### Cage d'escalier de la ruelle Saint-Éloi
Pour la cage d'escalier de la ruelle Saint-Éloi, les artistes Corn79, Denis Meyers et Zork ont opté pour un thème « galaxie ».
Cette grande cage d'escalier extérieure, située au no 2  de la ruelle Saint-Éloi est peinte en gris anthracite et ornée d'une grande main bleue, de plusieurs motifs étoilés et d'un astéroïde.
Le sommet de la cage d'escalier, en haut à droite, porte en lettres blanches la signature des artistes et la mention du KAT 2012 :

Corn79, Denis Meyers, Zork made

Kosmopolite * LLN * 2012

Peintures murales de la ruelle Saint-Éloi
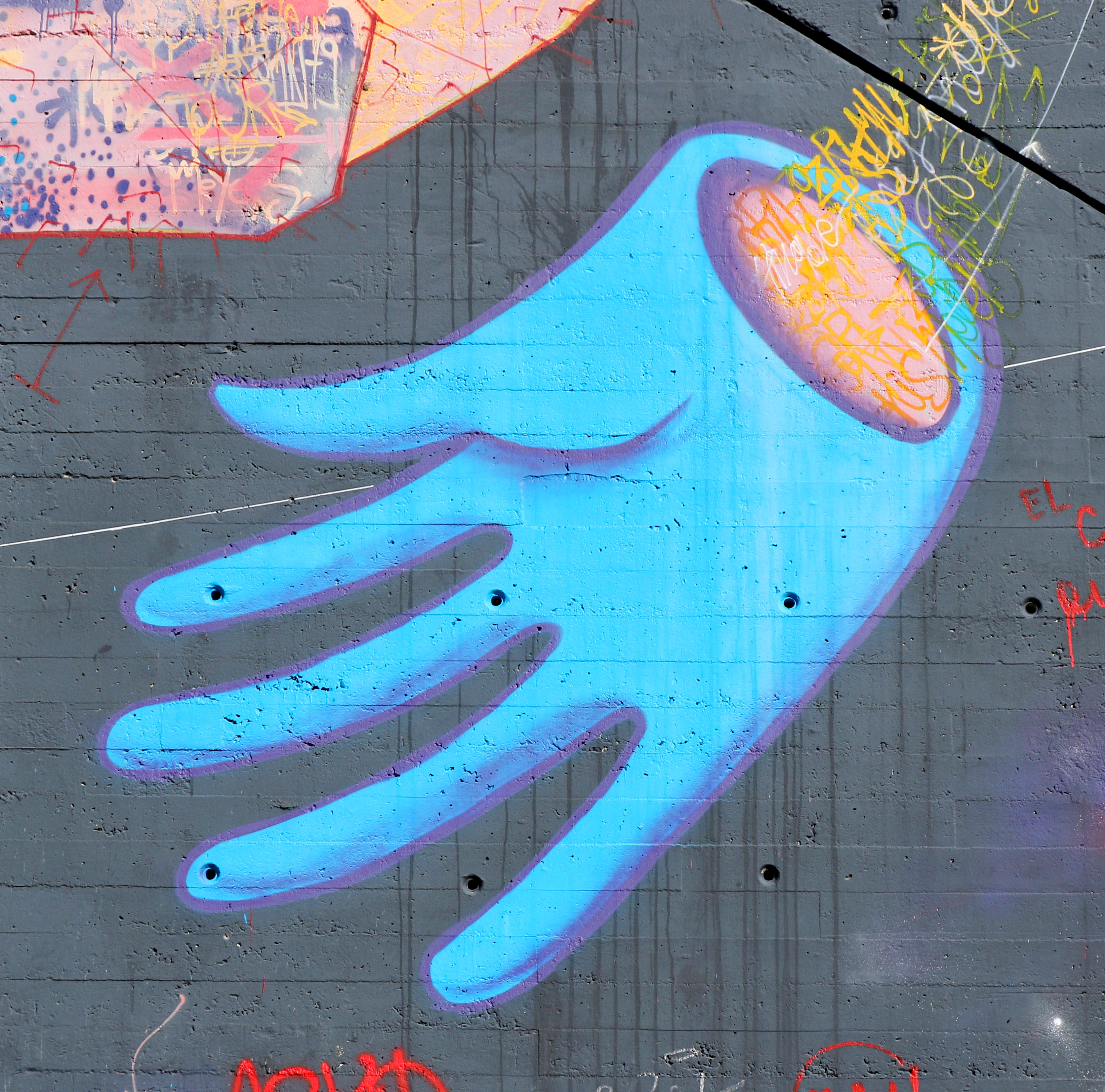
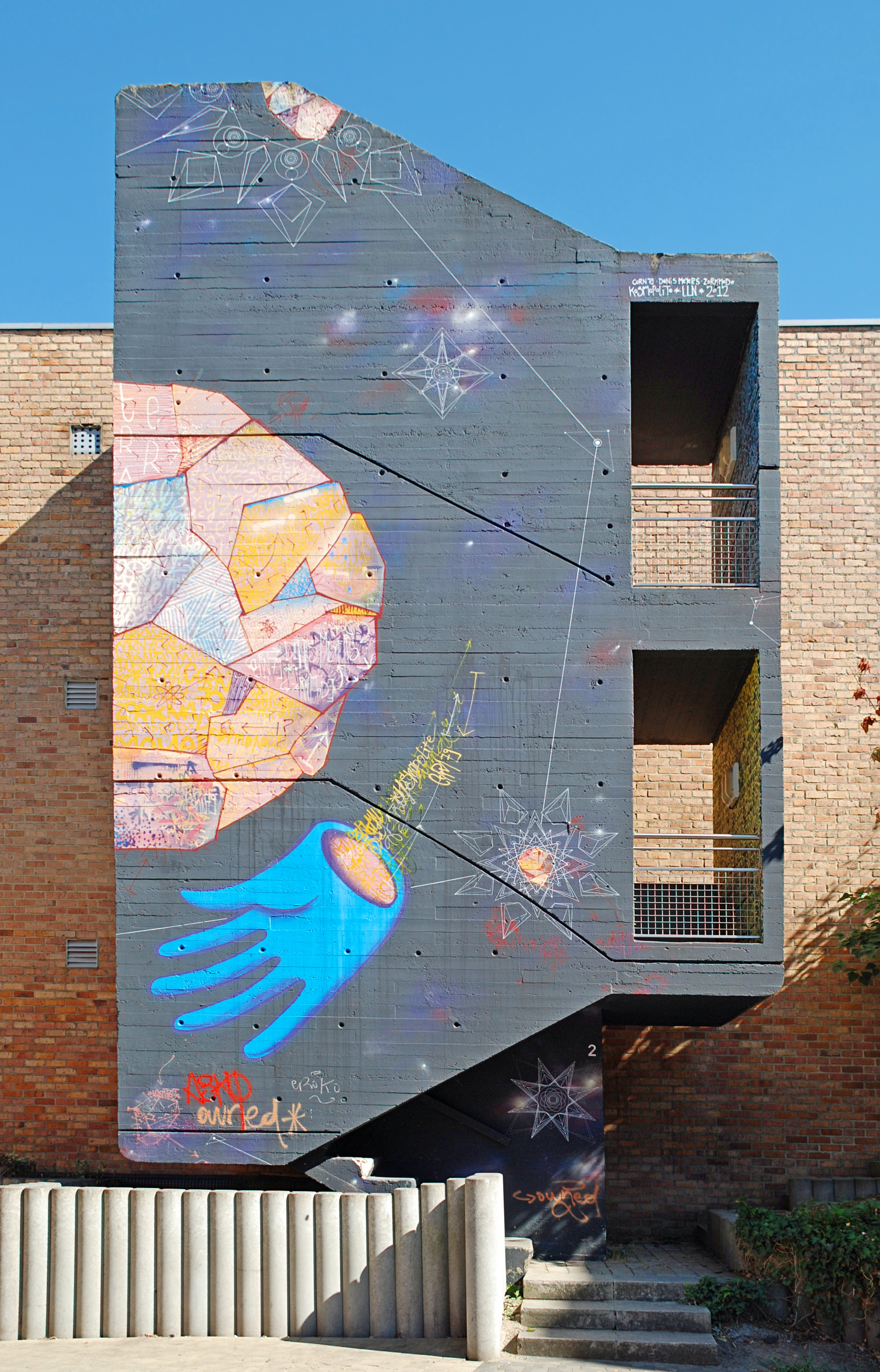
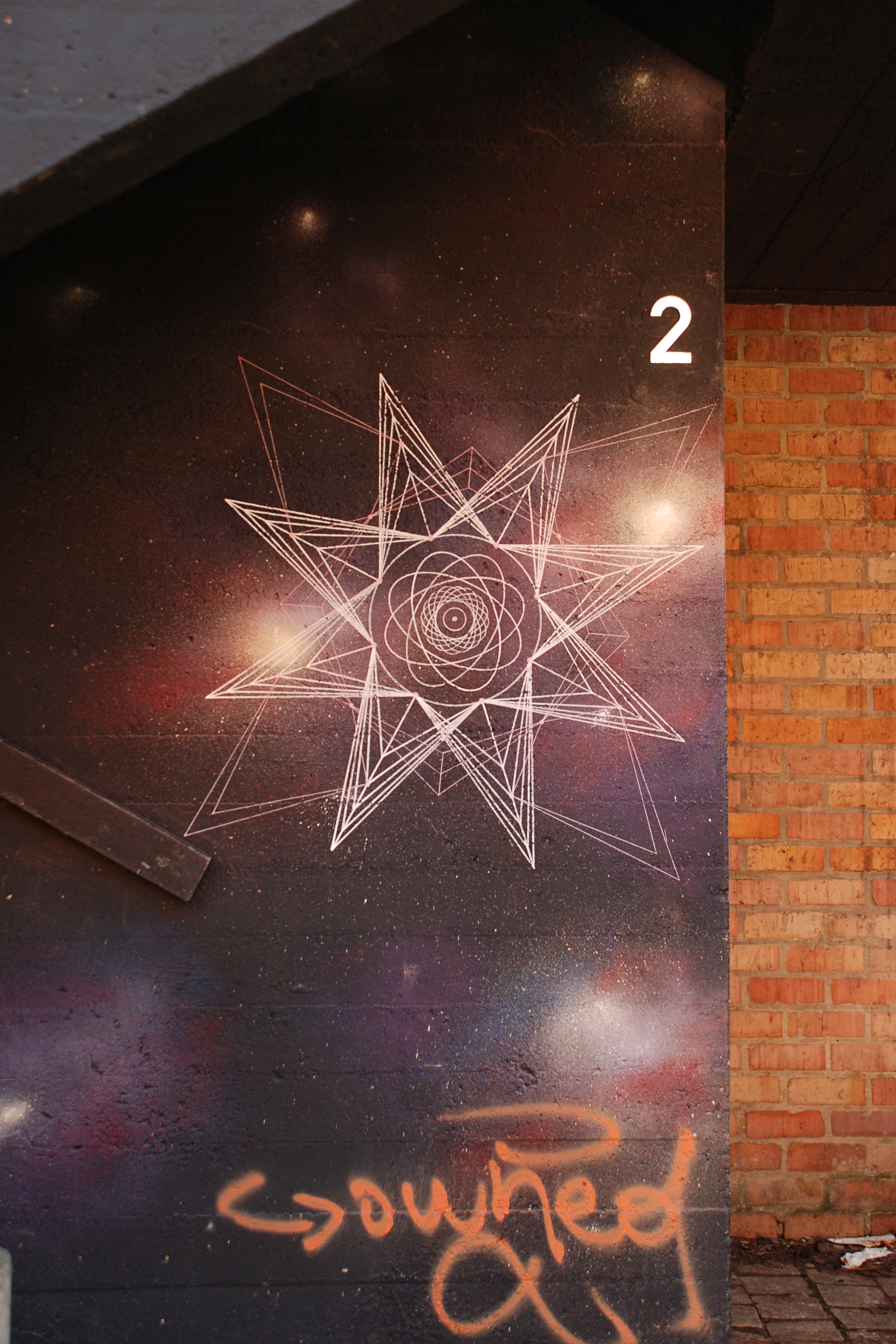
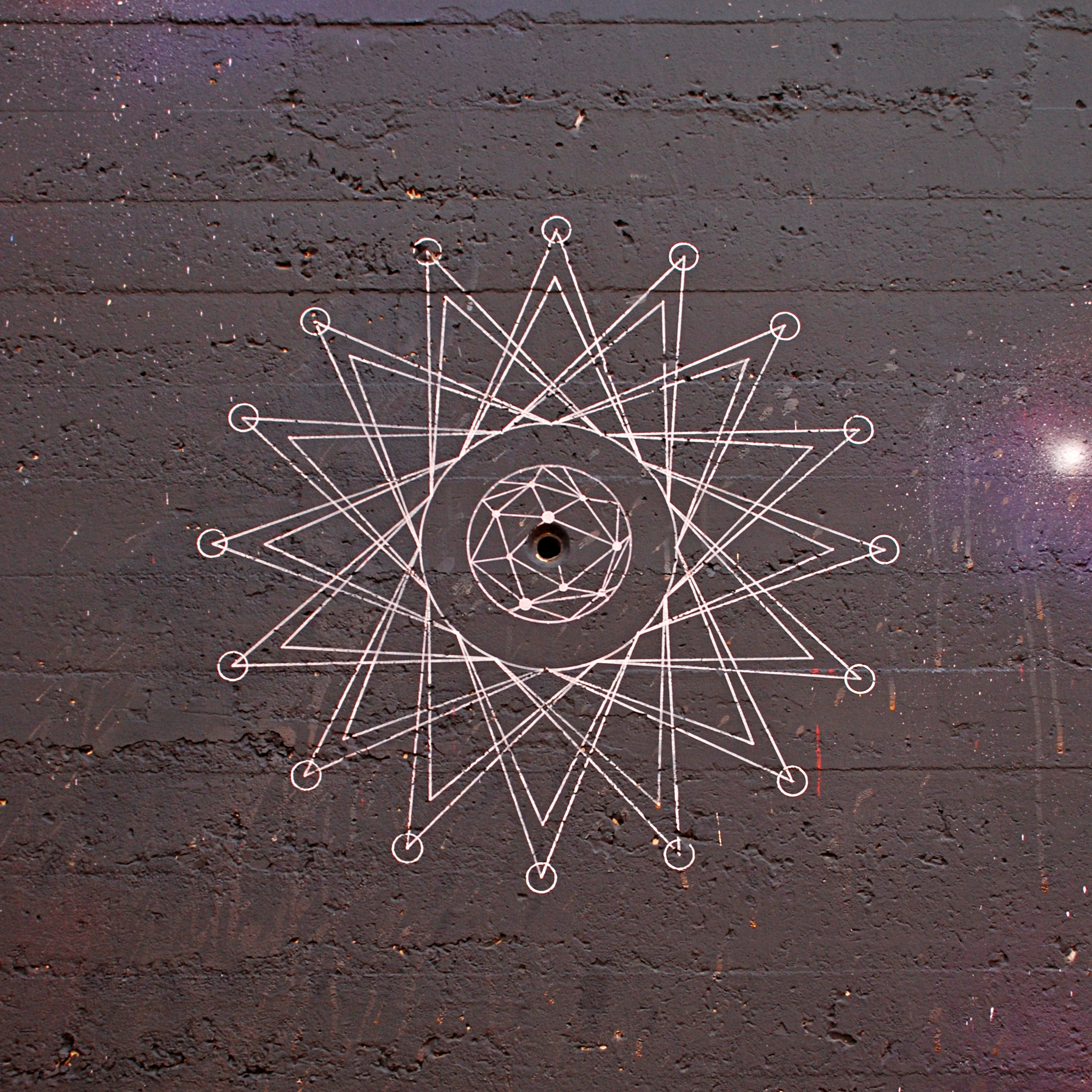

### Parking du Sablon

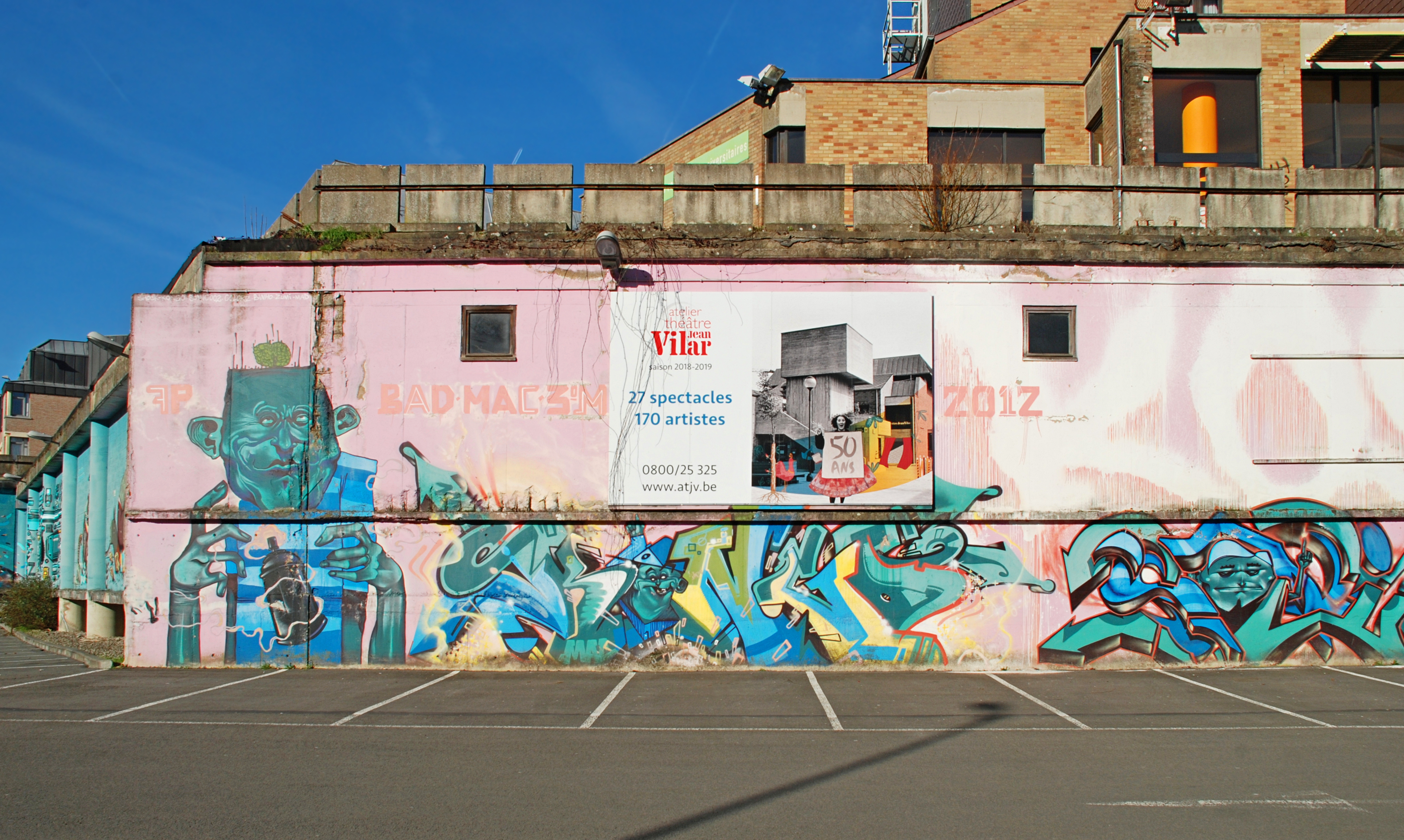
Fresque du parking du Sablon.

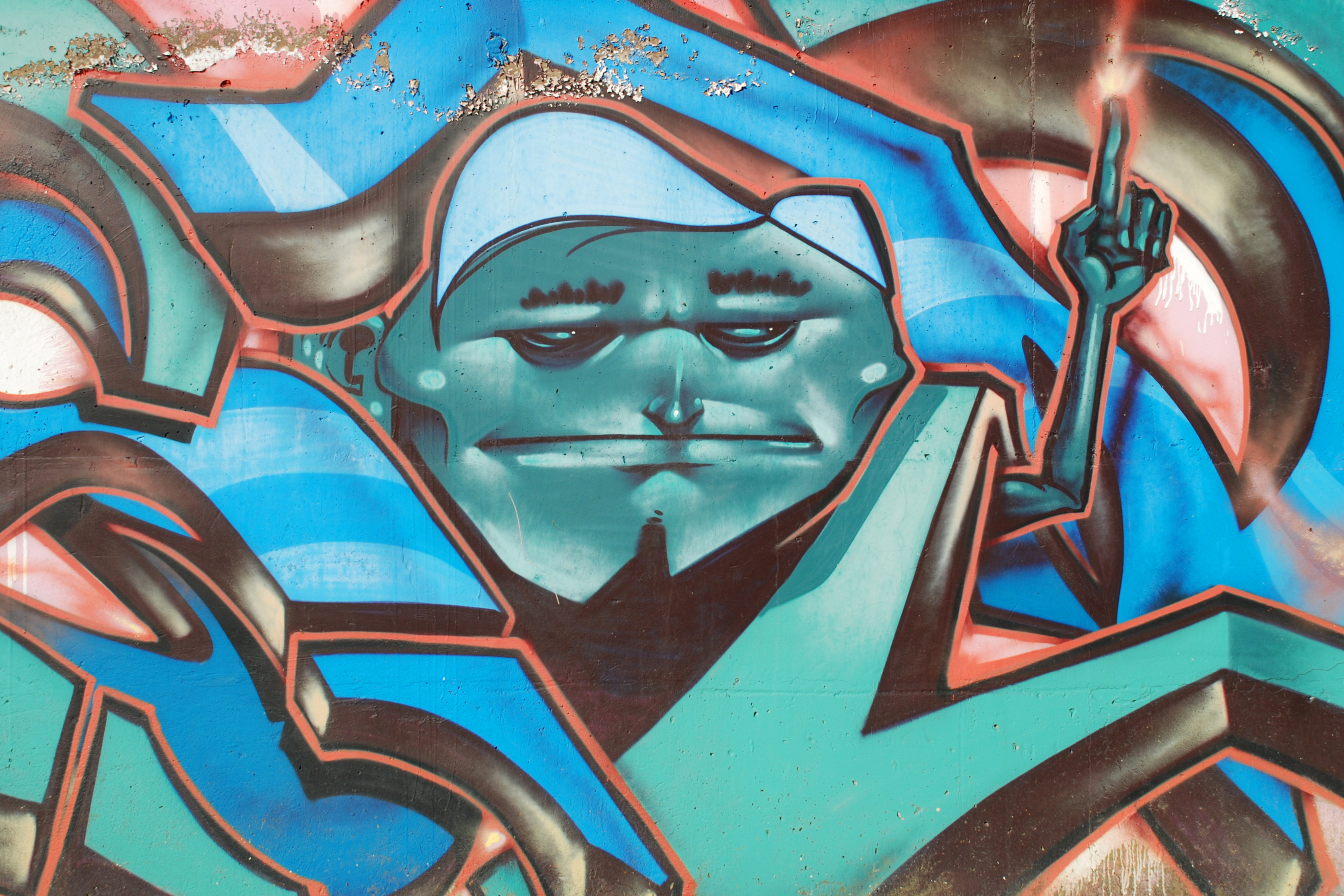
Détail.

Juste sous le Théâtre Jean Vilar se trouve un espace non encore bâti, transformé depuis des décennies en parking : le parking du Sablon.
Les murs qui ferment le parking du Sablon et qui se trouvent en contrebas de la rue du Sablon, du Théâtre Jean Vilar et du restaurant universitaire Le Sablon ont été ornés de peintures murales réalisées par le Kosmopolite Art Tour 2012. 
Mais seule la moitié subsiste : les fresques situées sous le restaurant universitaire Le Sablon sont encore celles du Kosmopolite Art Tour 2012 comme on peut le voir sur le portfolio de photos présenté sur le site kosmopolite.com, alors que les fresques situées sous le Théâtre Jean Vilar ont été remplacées par de nouvelles fresques lors du Kosmopolite Art Tour 2015.
On notera cependant que le petit pan de mur perpendiculaire situé à hauteur du Collège des Doyens et qui arbore le logo du collectif de graffeurs bruxellois « Farm Prod » fait d'un F inversé et d'un P inscrits dans un écusson arborait déjà le logo de Farm Prod, mais différent, comme on peut le voir sur le portfolio de photos du site kosmopolite.com : on y apercevait par exemple le nom de la maison des jeunes de Louvain-la-Neuve « Chez Zelle » et celui du collectif  Mac.
Le mur situé sous le restaurant universitaire Le Sablon conserve intactes ses fresques du Kosmopolite Art Tour 2012.
Une grande partie de la fresque est occupée par des têtes inquiétantes peintes dans les tons bleus et verts ainsi qu'une tête patibulaire signée VEP. Le coin gauche s'anime avec un personnage à l'allure fantasque au visage couvert d'un masque à gaz, au bras arborant la mention « Narvaland » (le royaume des street-artists) et dont les doigts griffus tiennent un rouleau de peintre accroché au bout d'un long manche.
Un petit pan de mur perpendiculaire révèle un univers très différent, très poétique, dû au talent de la graffeuse argentine, Zumi. Marina Zumi fut l'un des premiers membres du collectif Expression Session, un groupe de street art expérimental de Buenos Aires. 
Le niveau inférieur de sa fresque montre un ourson à la tête verte et blanche qui soutient la partie supérieure de la fresque figurant un arbre gracile dont les branches perlées de rose tombent sur un cube découpé en forme de K, logo du festival Kosmopolite que l'on retrouve également sur un petit drapeau tenu par les doigts griffus du personnage « Narvaland » (voir la section « Logo » plus haut).

Peintures murales du parking du Sablon
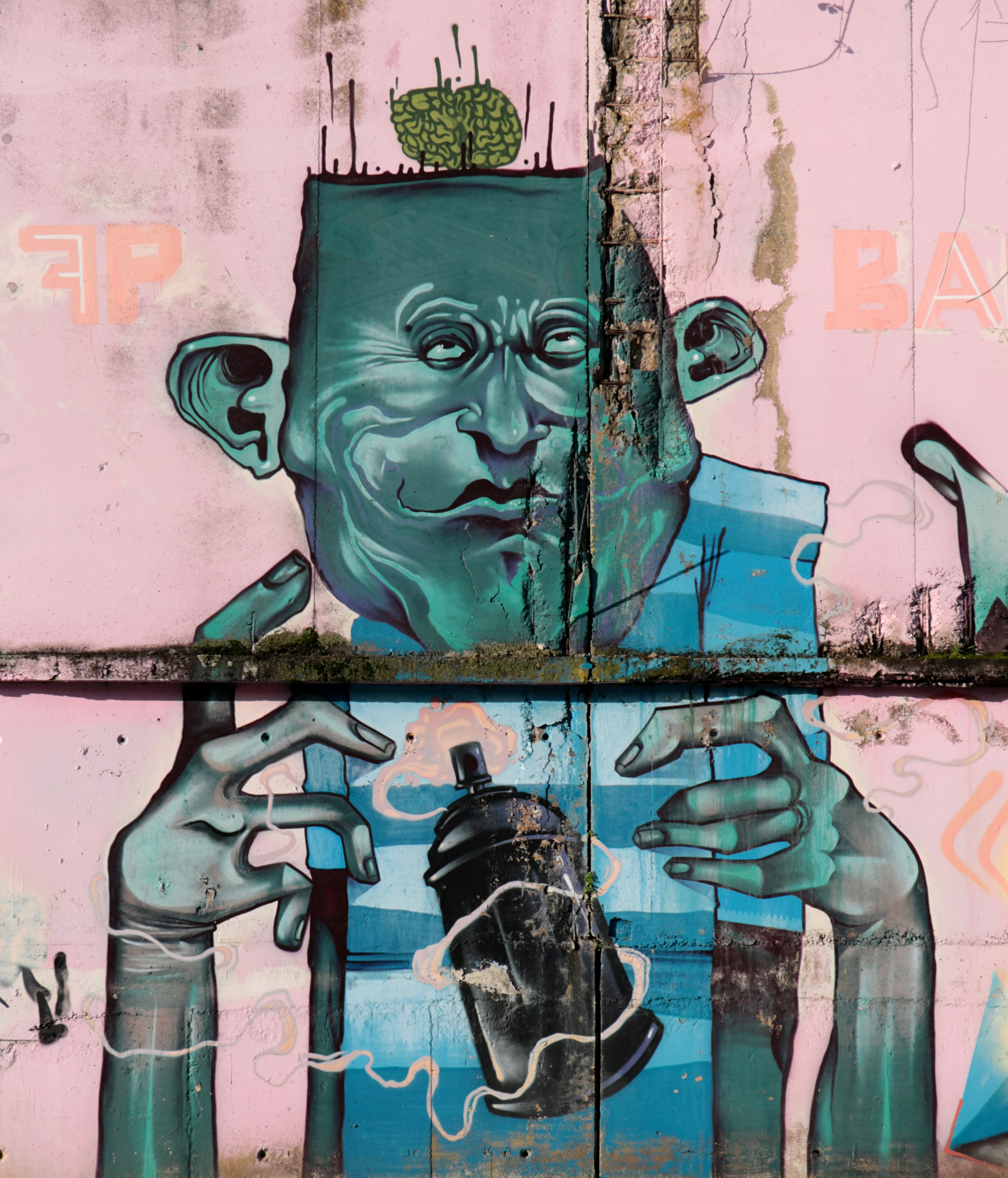
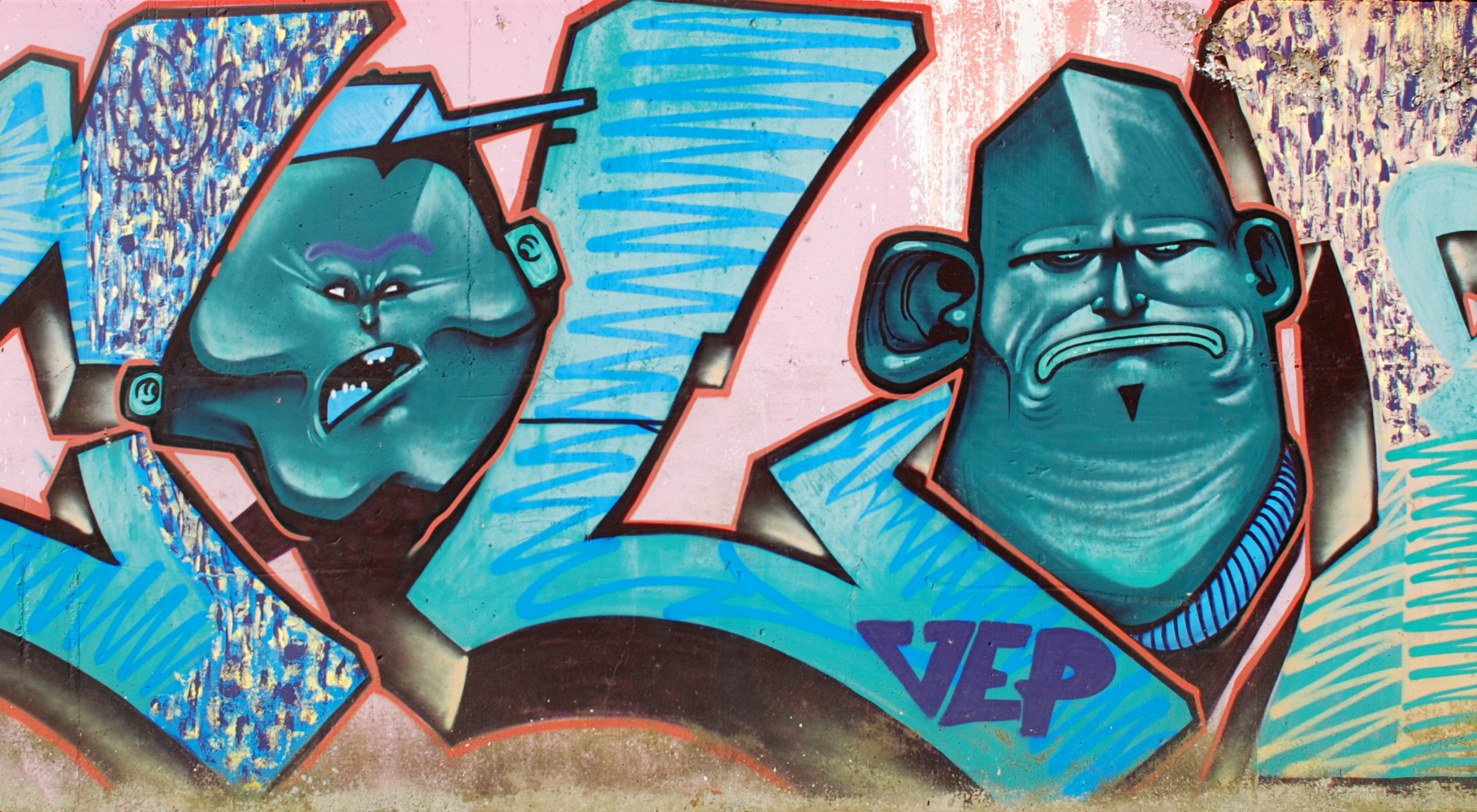
« VEP ».
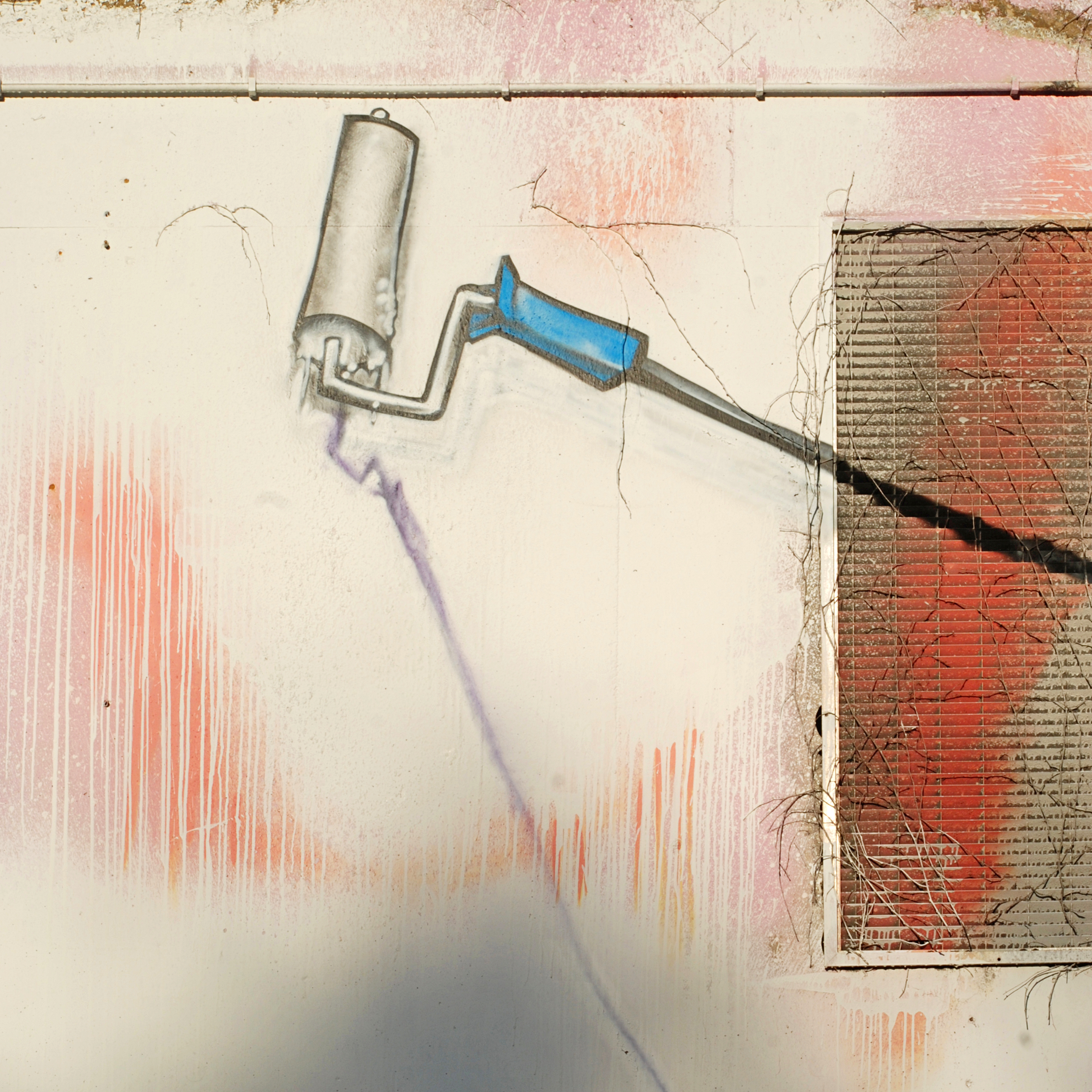
Rouleau de peinture.
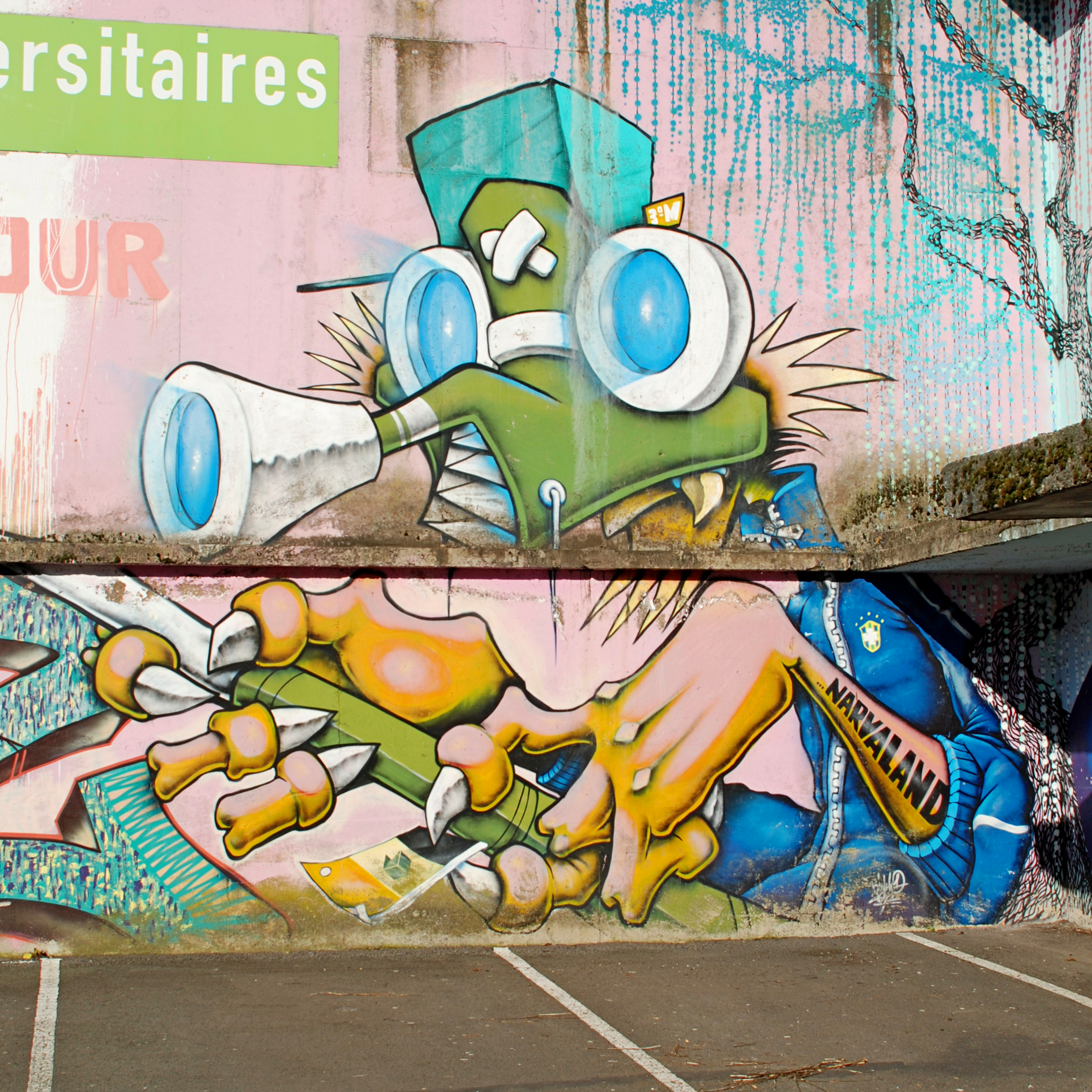
« Narvaland ».
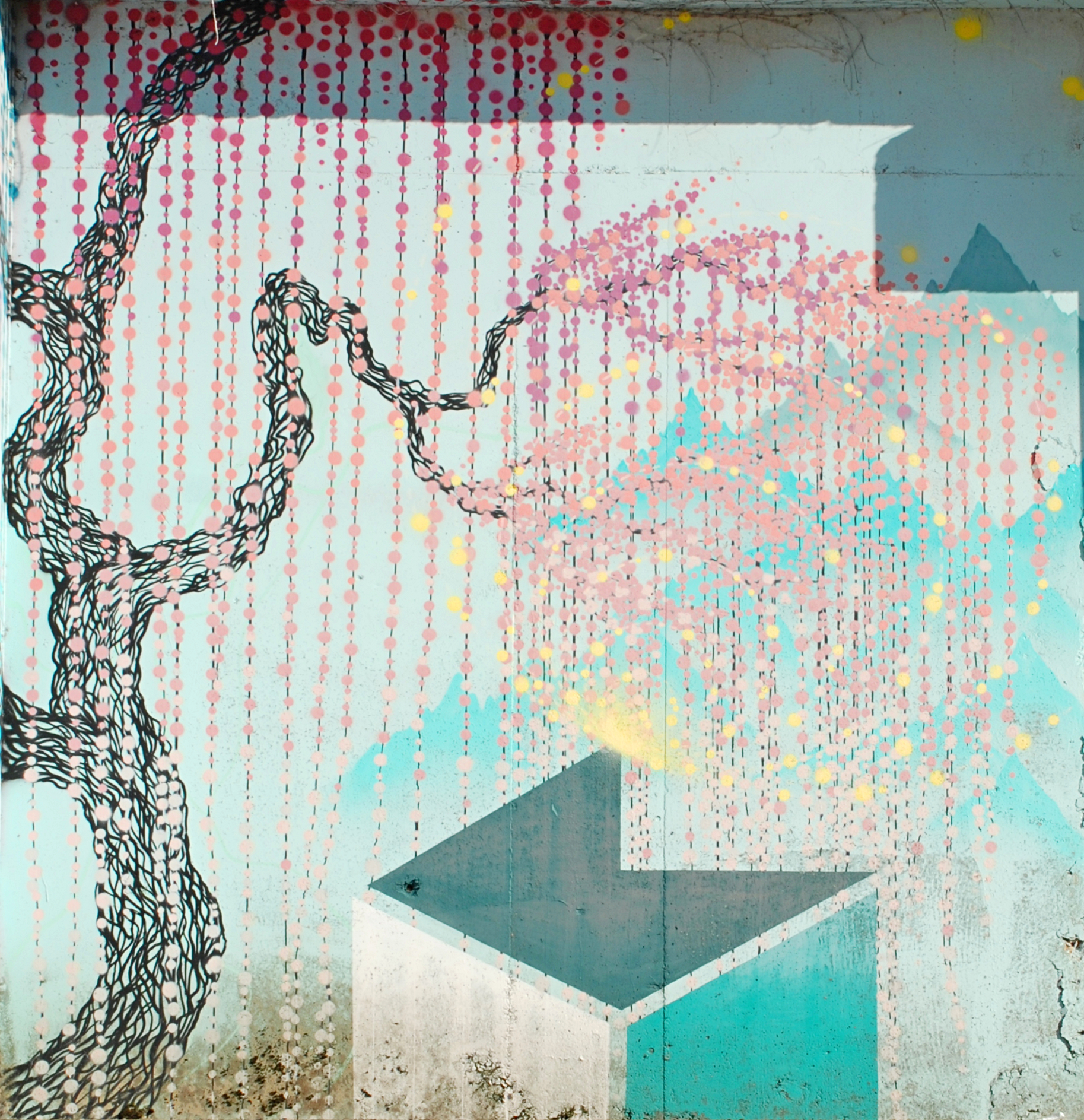
Arbre peint par Zumi.
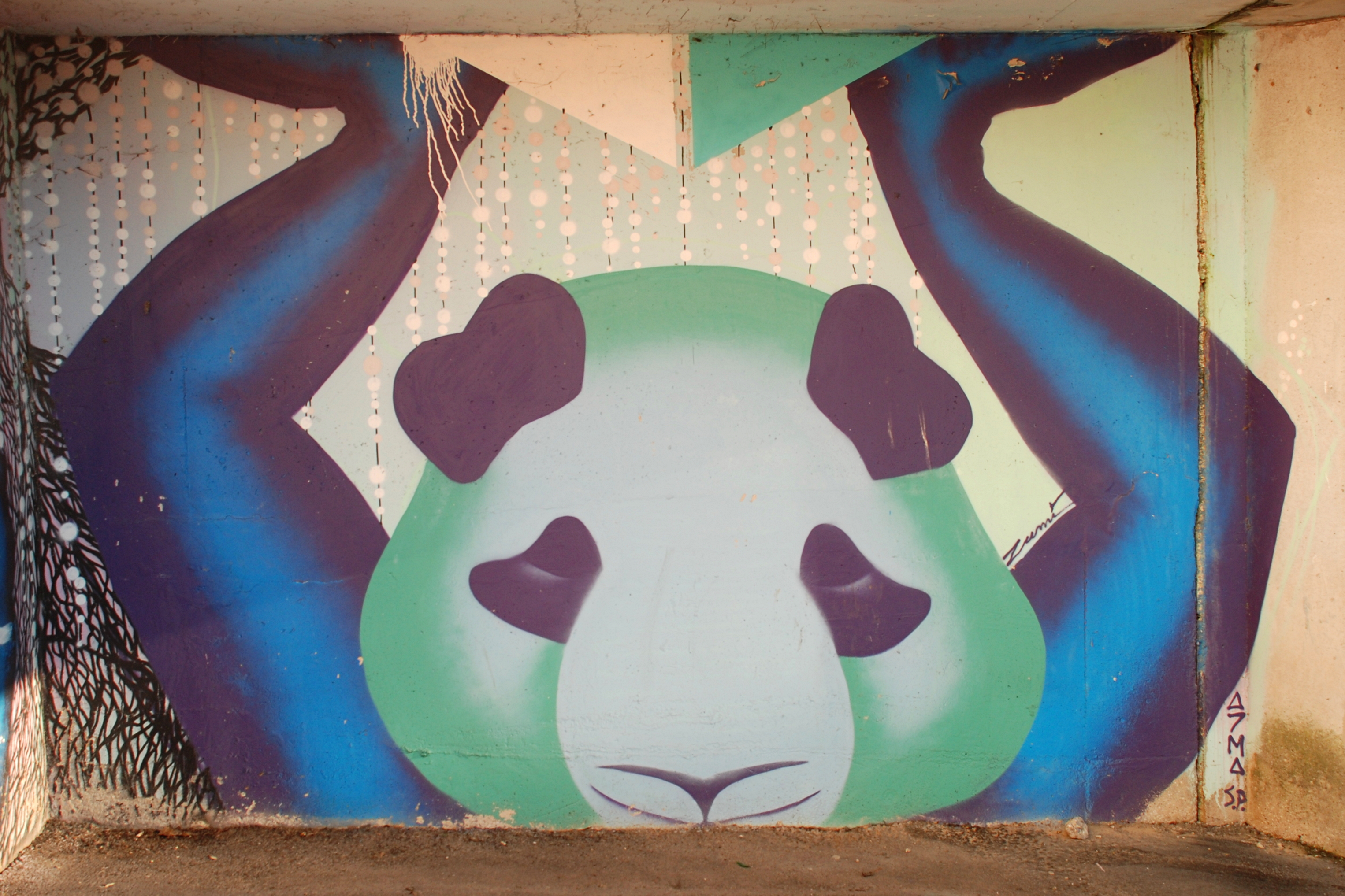
Ourson peint par Zumi.

### Gare de Louvain-la-Neuve
Le parapet, les ascenseurs et les quais de la gare de Louvain-la-Neuve ont été ornés en 2012 de fresques que l'on peut encore apercevoir sur le portfolio de photos présenté sur le site kosmopolite.com, mais qui ont pour la plupart été remplacées par de nouvelles fresques lors du Kosmopolite Art Tour 2015.
On ne trouve donc plus guère de fresques de 2012, sauf une fresque peinte sur un pilier par Tamoonz, Tamuna Tskhekaia de son vrai nom, une jeune graffeuse diplômée en 2008 de l'Académie d'État des arts de Tbilissi en Géorgie,,,. L'artiste signe « Tamoonz 2012 ».

Fresque de Tamoonz
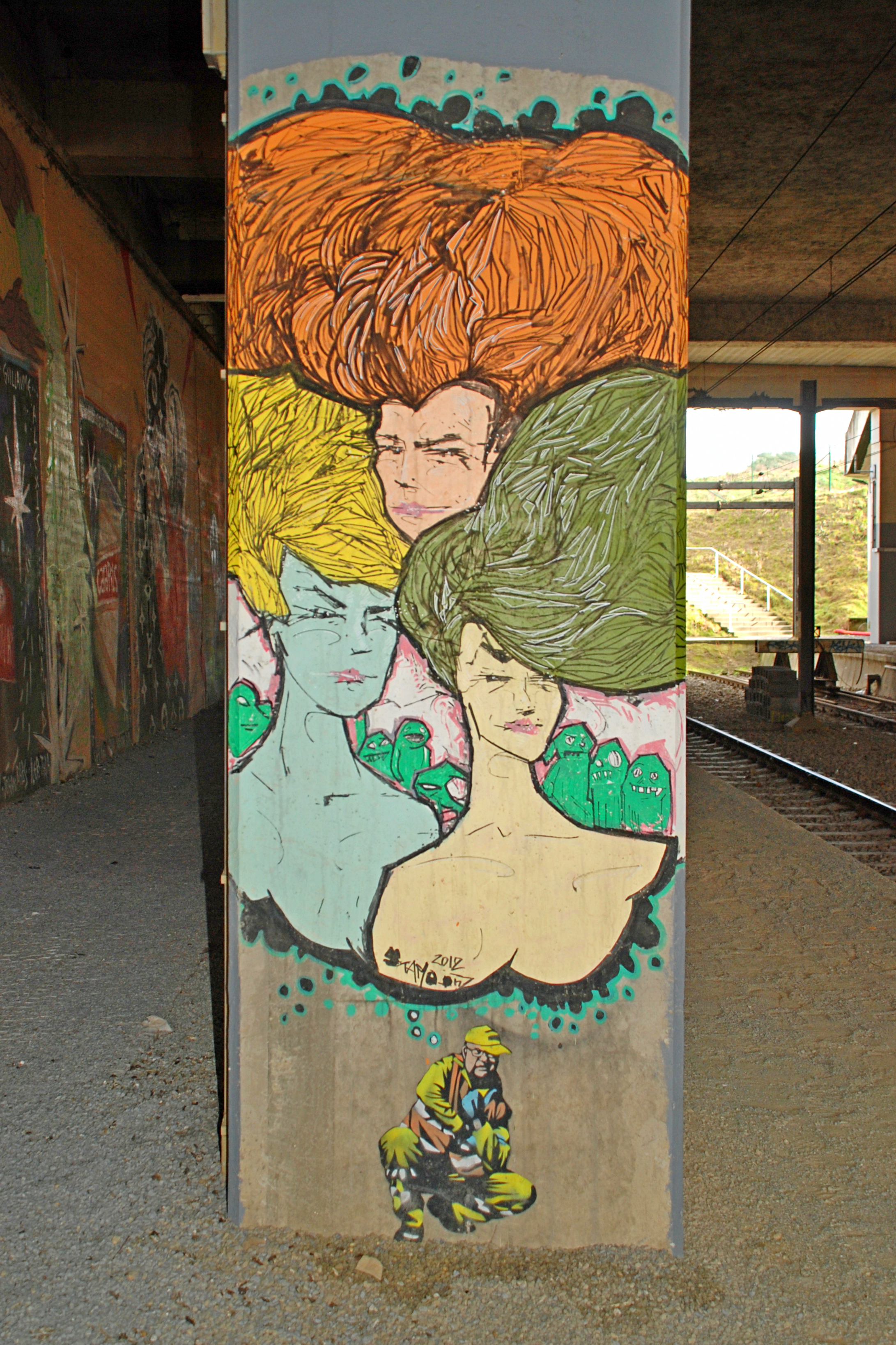
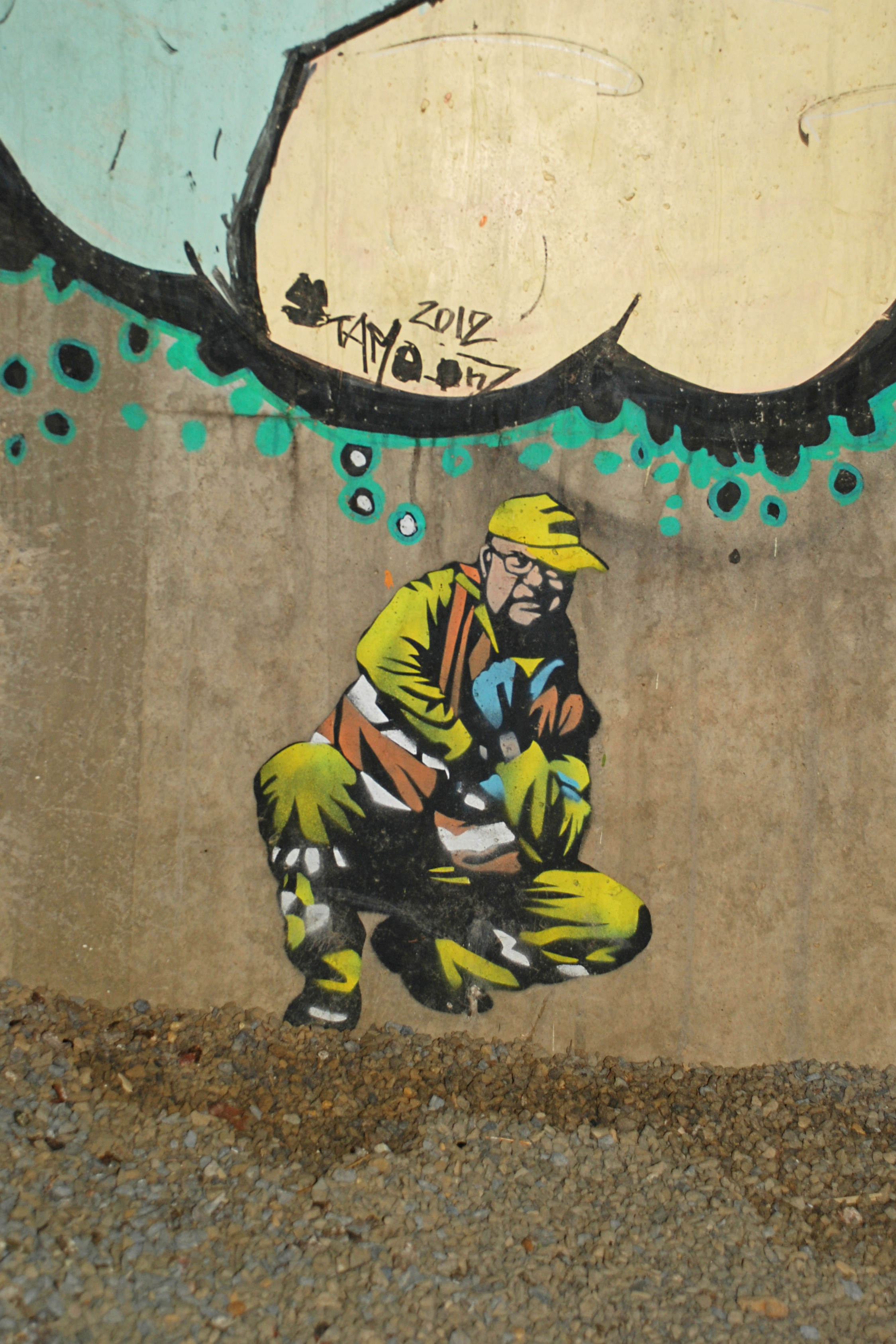